# Hyundai Sonata
Hyundai Sonata je čtyřdveřový automobil střední třídy vyráběný jihokorejskou automobilkou Hyundai od roku 1985 do současnosti.
První generace modelu Sonata, která byla představena v roce 1985, byla faceliftovaným modelem Hyundai Stellar s vylepšeným motorem a za dva roky byla stažena z trhu kvůli své neoblíbenosti u zákazníků. Původně se Sonata prodávala pouze v Jižní Koreji, druhá generace z roku 1988 se však začala hojně vyvážet.
V současnosti se Sonata vyrábí v Jižní Koreji, Číně a Pákistánu. Své jméno dostal vůz podle hudebního termínu sonáta.

## První Generace (Y1, 1985)
První Sonata byla představena 4. listopadu 1985 jako konkurent vozu Daewoo Royale a byla luxusnější verzí modelu Stellar. Výbava zahrnovala tempomat, elektricky nastavitelná sedadla, ostřikovače světlometů, elektricky ovládané brzdy, elektricky nastavitelná boční zrcátka a chromované lišty nárazníků.
Sonata byla v Koreji k dispozici se dvěma variantami výbavy: Luxury a Super (druhá varianta byla k dispozici pouze s motorem o objemu 2,0 litru). Na domácím trhu se Hyundai pokoušel prodávat Sonatu jako manažerský vůz pomocí sloganů jako "Luxusní vůz pro VIP"; protože však Sonata vycházela z modelu Stellar bez větších změn, veřejnost ji nepovažovala za nic víc než za luxusnější verzi modelu Stellar. V roce 1987 Hyundai přidal dvoubarevné provedení a možnost palubního počítače, ale prodeje brzy poklesly a v prosinci téhož roku byl prodej vozu ukončen. Sonata první generace se prodávala pouze na domácím jihokorejském trhu. Zajímavostí je, že se vůz exportoval na Nový Zéland s motorem Mitsubishi o objemu 1,6 litru a pětistupňovou manuální převodovkou; automatická převodovka byla součástí příplatkové výbavy. Nezávislým dovozcem byla pobočka společnosti Giltrap Motor Group se sídlem v Aucklandu.

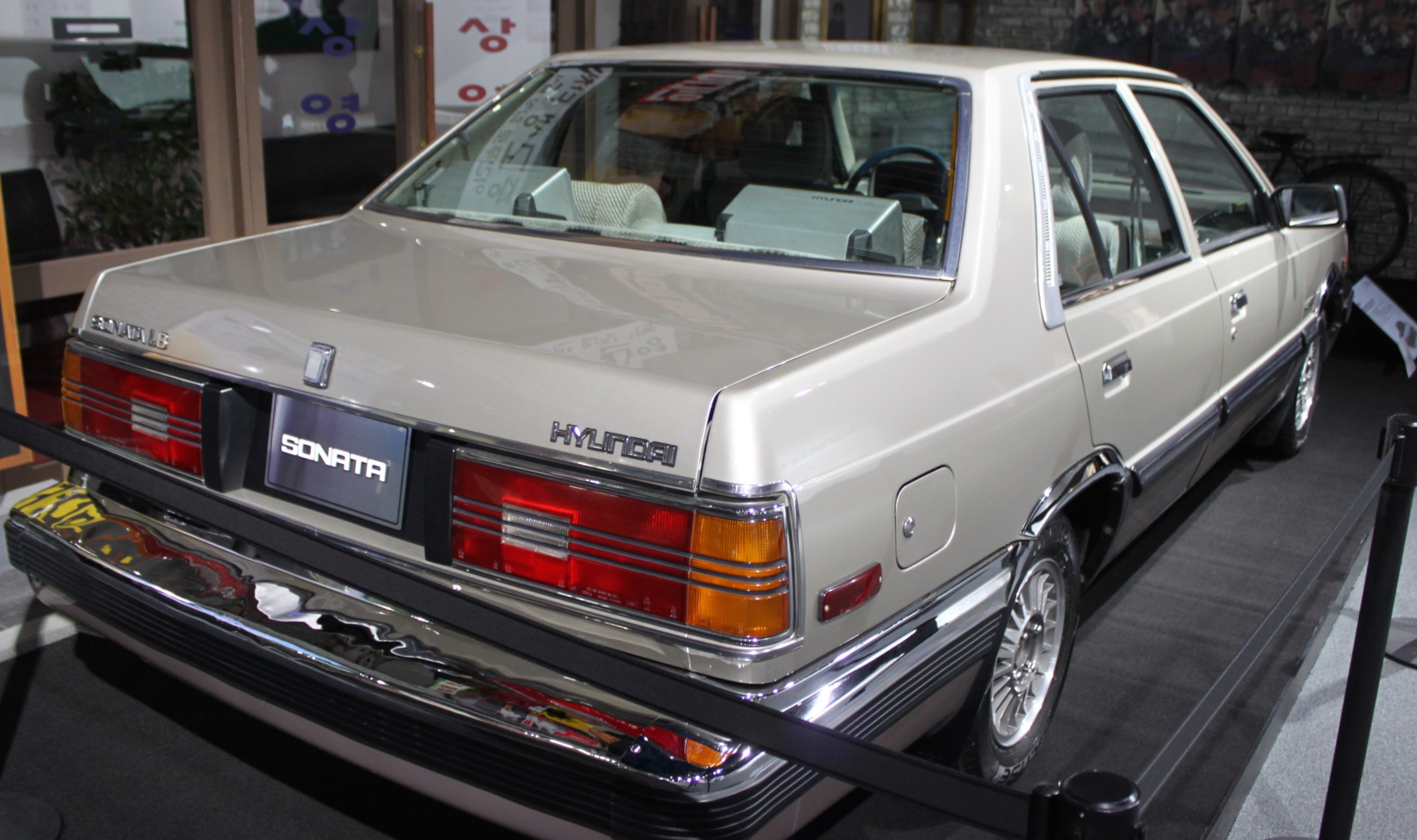
Hyundai Sonata (1987)

Konečná verze modelu Stellar byla známá jako Stellar 88 a byla uvedena na trh u příležitosti Letních olympijských her v Soulu v roce 1988. Poté Hyundai přestal model Stellar vyrábět a nahradil jej zcela novým modelem Sonata.

## Druhá Generace (Y2, 1988)
Sonata druhé generace byla součástí expanze značky Hyundai v Severní Americe po úspěchu modelu Excel. Nahradil model Stellar jako velký rodinný vůz Hyundai. V Jižní Koreji byl představen 1. června 1988. V září 1988 byl pak představen v Kanadě jako model roku 1989, kde se během roku 1989 začal vyrábět i v kanadské továrně. Ve Spojených státech byl představen 14. listopadu 1988 jako model roku 1989, přičemž jeho prodej byl zahájen počátkem roku 1989, a v březnu 1989 v Austrálii. Exteriér navrhl Giorgetto Giugiaro z ItalDesign. V roce 1991 prošel vůz faceliftem. Sonaty se vyráběly v korejském Ulsanu a v Bromontu v Québecu. Hyundai a Chrysler plánovaly od roku 1991 prodávat ve Spojených státech 30 000 Sonat vyrobených v Kanadě ročně pod značkou Eagle. K tomu však nedošlo. Některé kanadské Sonaty, počínaje 500 vozy v roce 1989, byly vyvezeny na Tchaj-wan, aby se tato země vyhnula dovozním kvótám na jihokorejské vozy.
Sonata byla v Evropě uvedena na trh v červnu 1989 jako třetí model prodávaný v Evropě po uvedení značky Hyundai na zdejší trh v roce 1982. Byl zaměřen na kupce vozů jako Ford Granada Scorpio, ale cenově konkuroval menším vozům jako Ford Sierra.

Sonata byla navržena Hyundaiem, ale využívala techniku Mitsubishi, včetně platformy z modelu Galant páté generace a jeho 2,4litrového motoru. Motory navržené automobilkou Mitsubishi byly vyráběny v licenci v Koreji a byly na nich vyraženy kódy Hyundai, ale jinak byly téměř identické s motory Sirius používanými Mitsubishi - řadový čtyřválec o výkonu 110 koní (82 kW), který se používal v modelech pro americký trh. V roce 1990 se objevil motor V6 o objemu 3,0 litru, který vycházel z motoru Mitsubishi 6G72. Ostatní trhy dostaly motory o objemu 1,8 a 2,0 litru přenesené z první generace, ale vybavené vstřikováním paliva, které nahradilo karburátor používaný v předchozí generaci. Americký model dostal pro modelový rok 1992 motor 2,0 litru DOHC G4CP, který nahradil původní motor 2,4 litru SOHC G4CS.

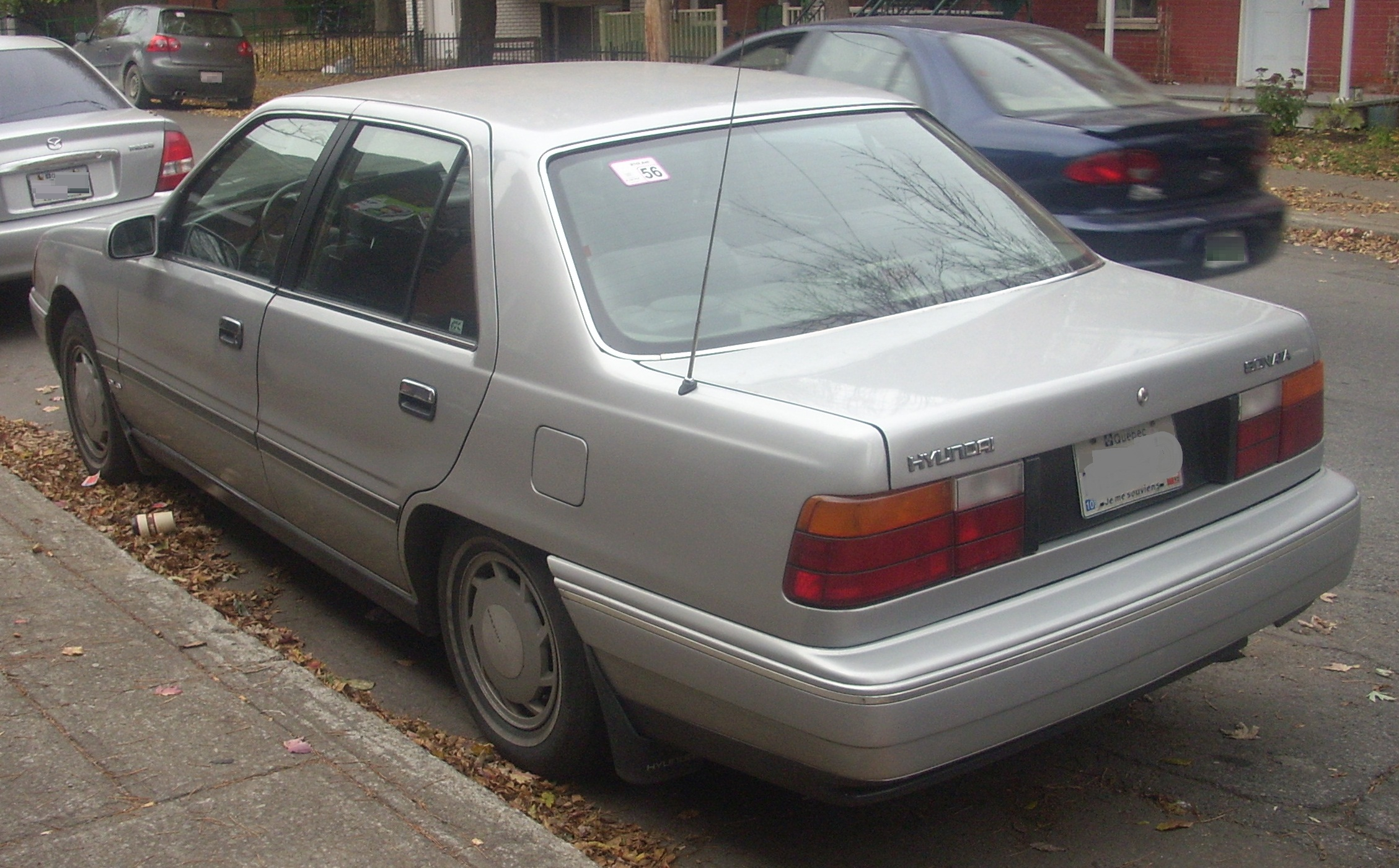
Hyundai Sonata (před faceliftem)
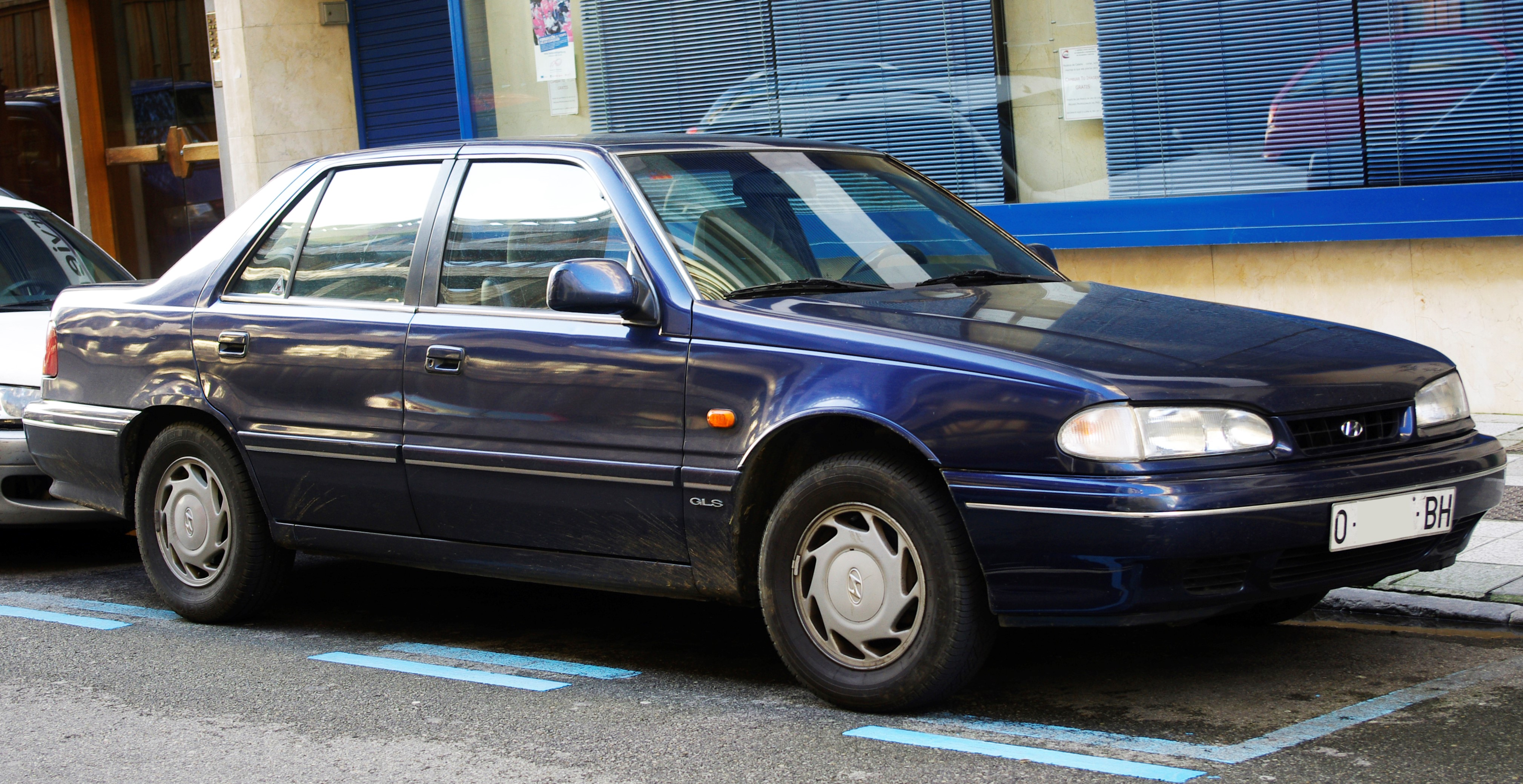
Hyundai Sonata (facelift, 1993)
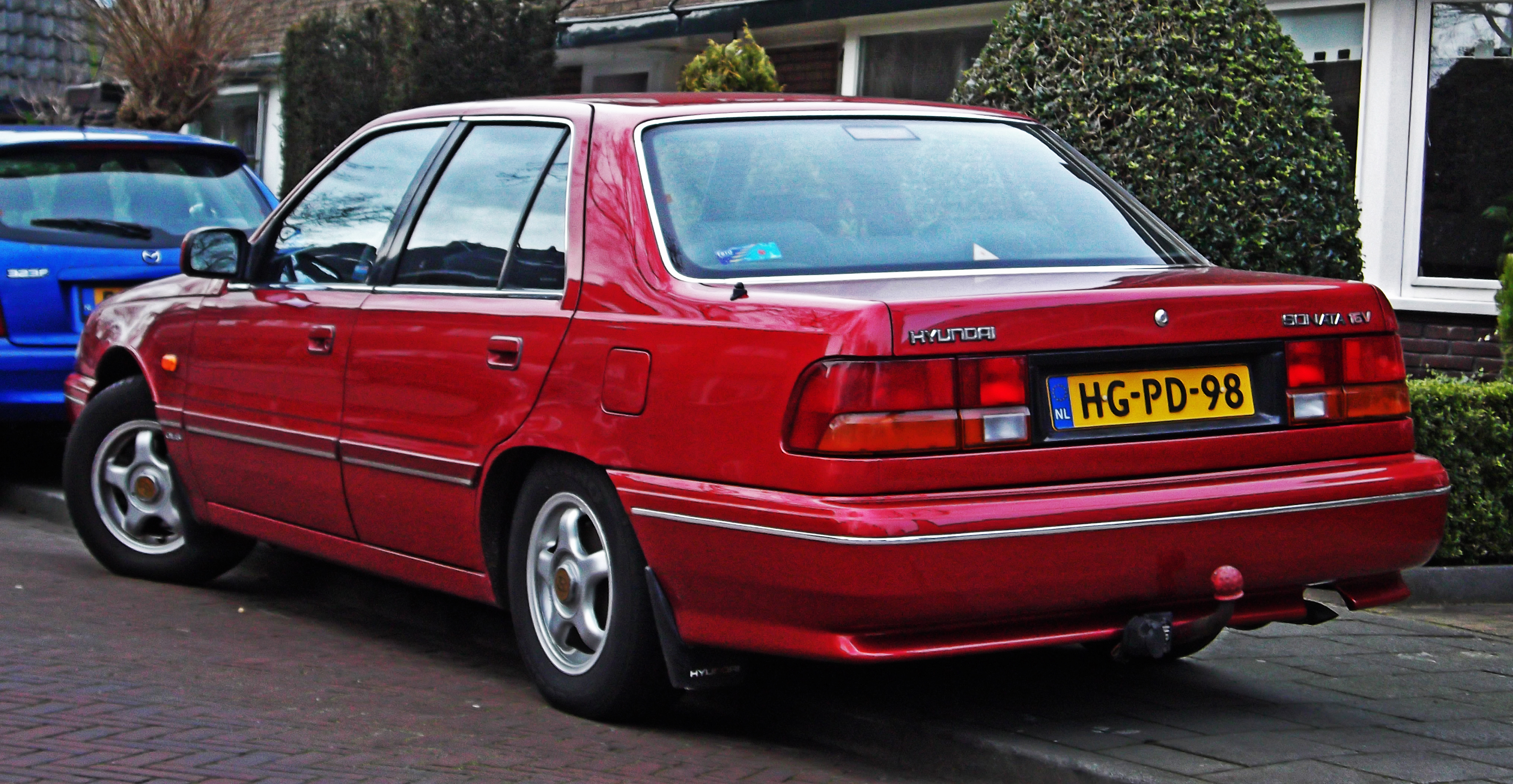
Hyundai Sonata (facelift)

## Třetí Generace (Y3, 1993)
Sonata třetí generace byla uvedena na trh v roce 1993. Základním motorem na většině trhů byl řadový čtyřválec Sirius o objemu 2,0 litru a výkonu 105 koní (77 kW), ale na některých trzích byla k dispozici i varianta s motorem Mitsubishi V6 o objemu 3,0 litru a výkonu 145 koní (107 kW).

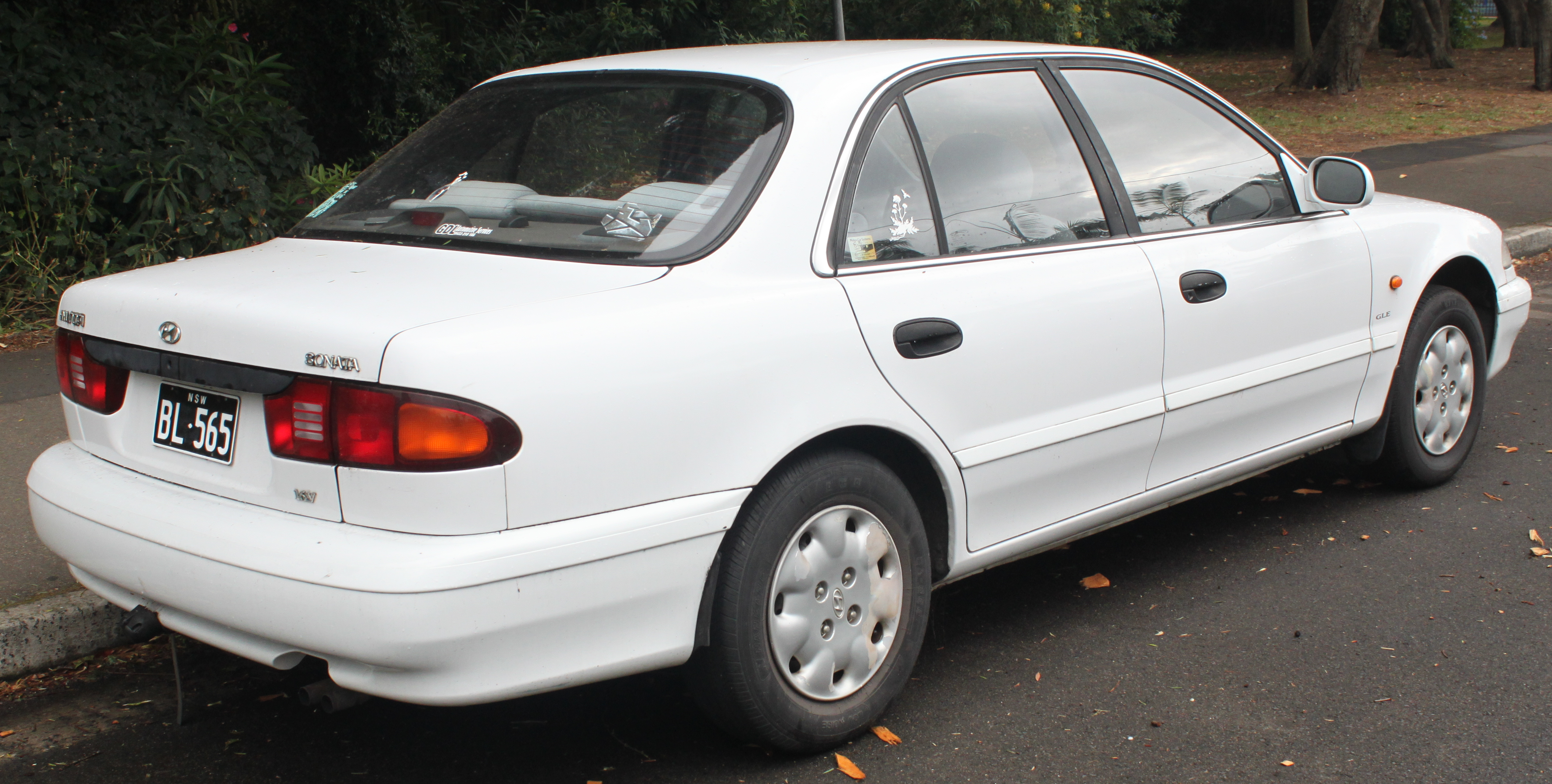
Hyundai Sonata (před faceliftem, 1993)

Po zániku závodu v Bromontu v Québecu v září 1993 se všechny Sonaty vyráběly v Koreji, a to až do otevření pekingské továrny Hyundai v prosinci 2002.
Třetí generace Sonaty se v letech 1995 až 1998 vyráběla také jako Hyundai Marcia, která se prodávala vedle Sonaty pouze v Jižní Koreji. Marcia se od Sonaty lišila změněnou přední a zadní maskou.

### Facelift (1996)
Facelift třetí generace v roce 1996 přinesl úpravy přední a zadní části vozu. V tomto roce byl také zvýšen výkon čtyřválcového motoru na 125 koní (92 kW). Faceliftovaná Sonata třetí generace byla poslední Sonatou vyráběnou v Ulsanu.

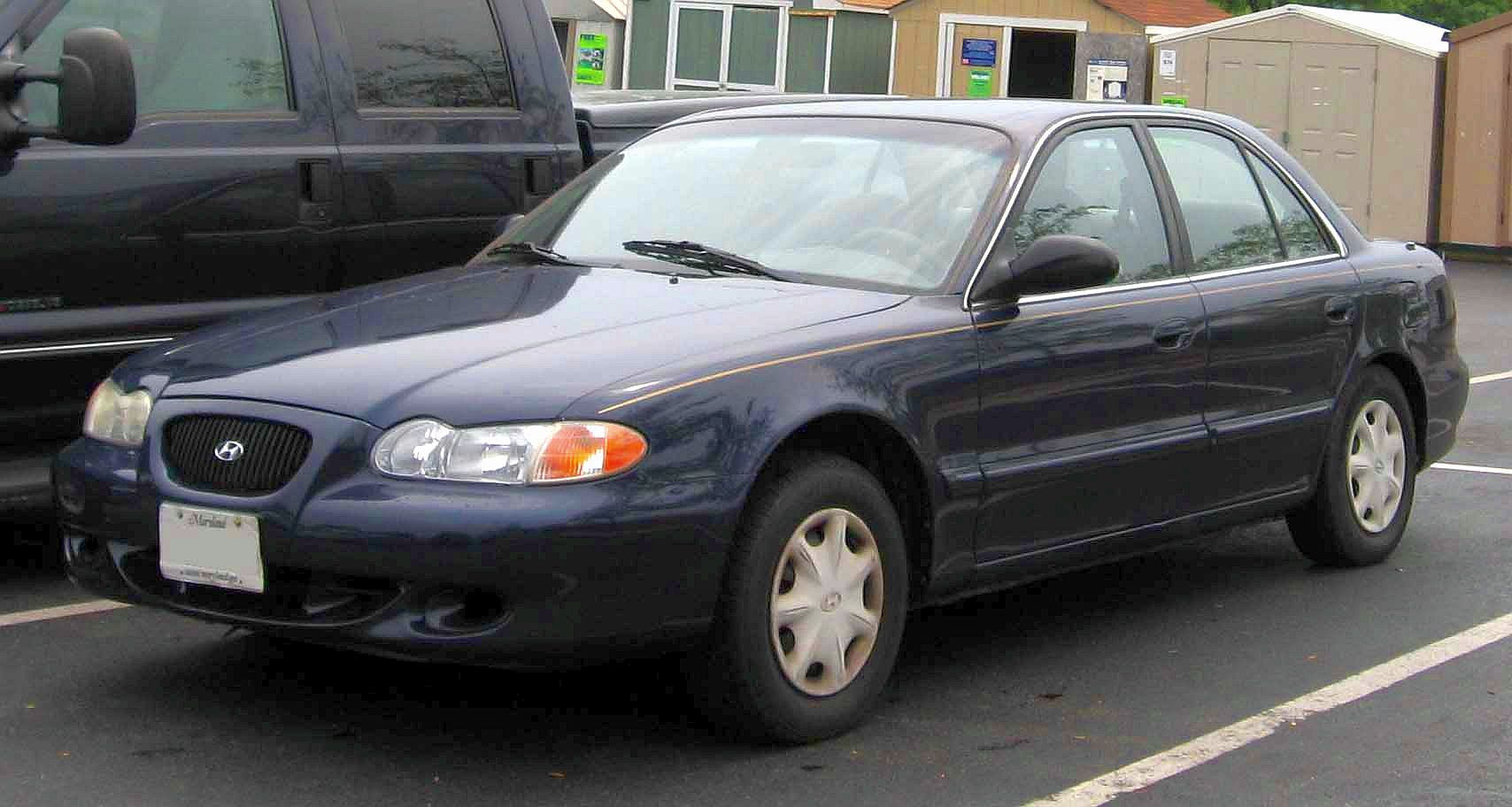
Hyundai Sonata (facelift)
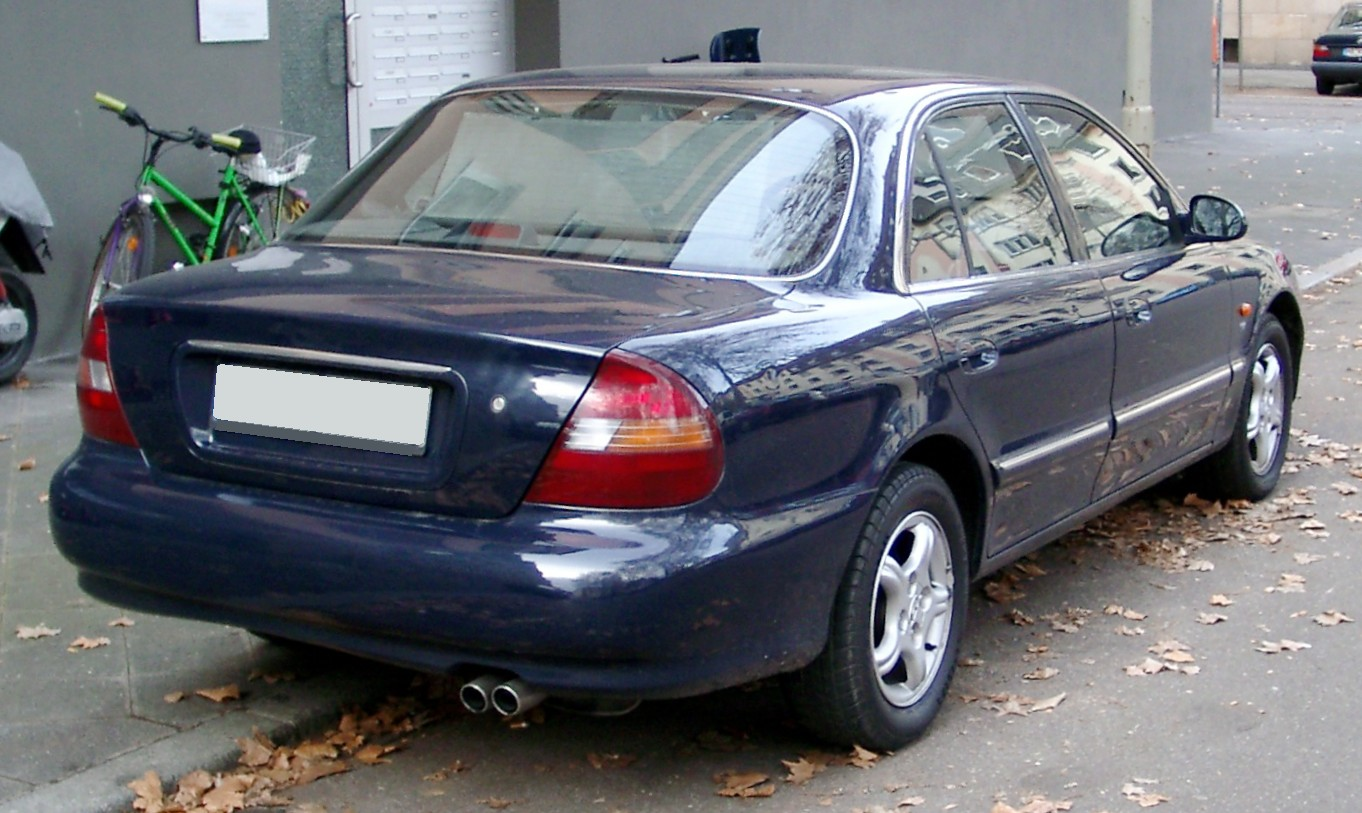
Hyundai Sonata (facelift)
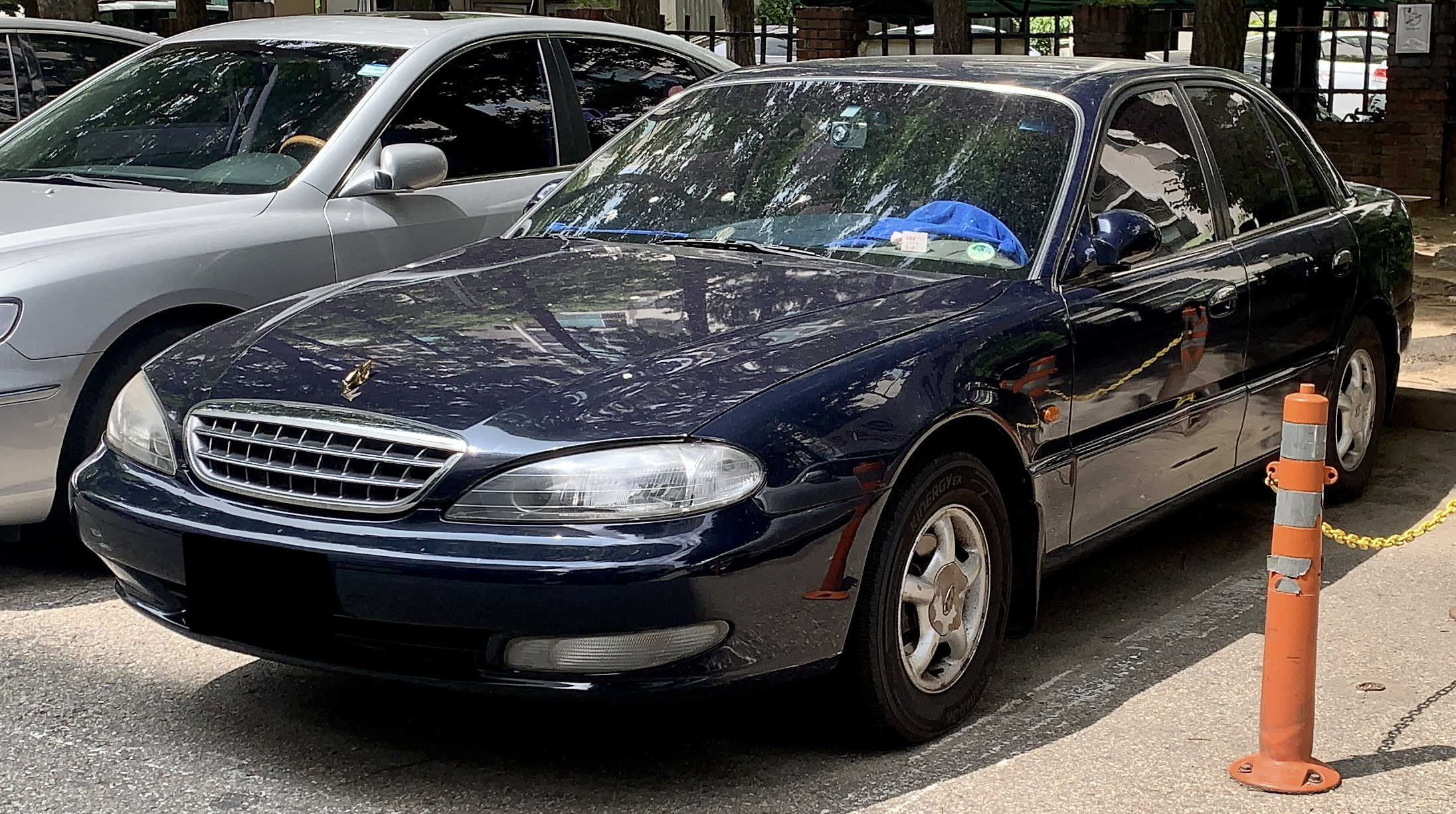
Hyundai Marcia
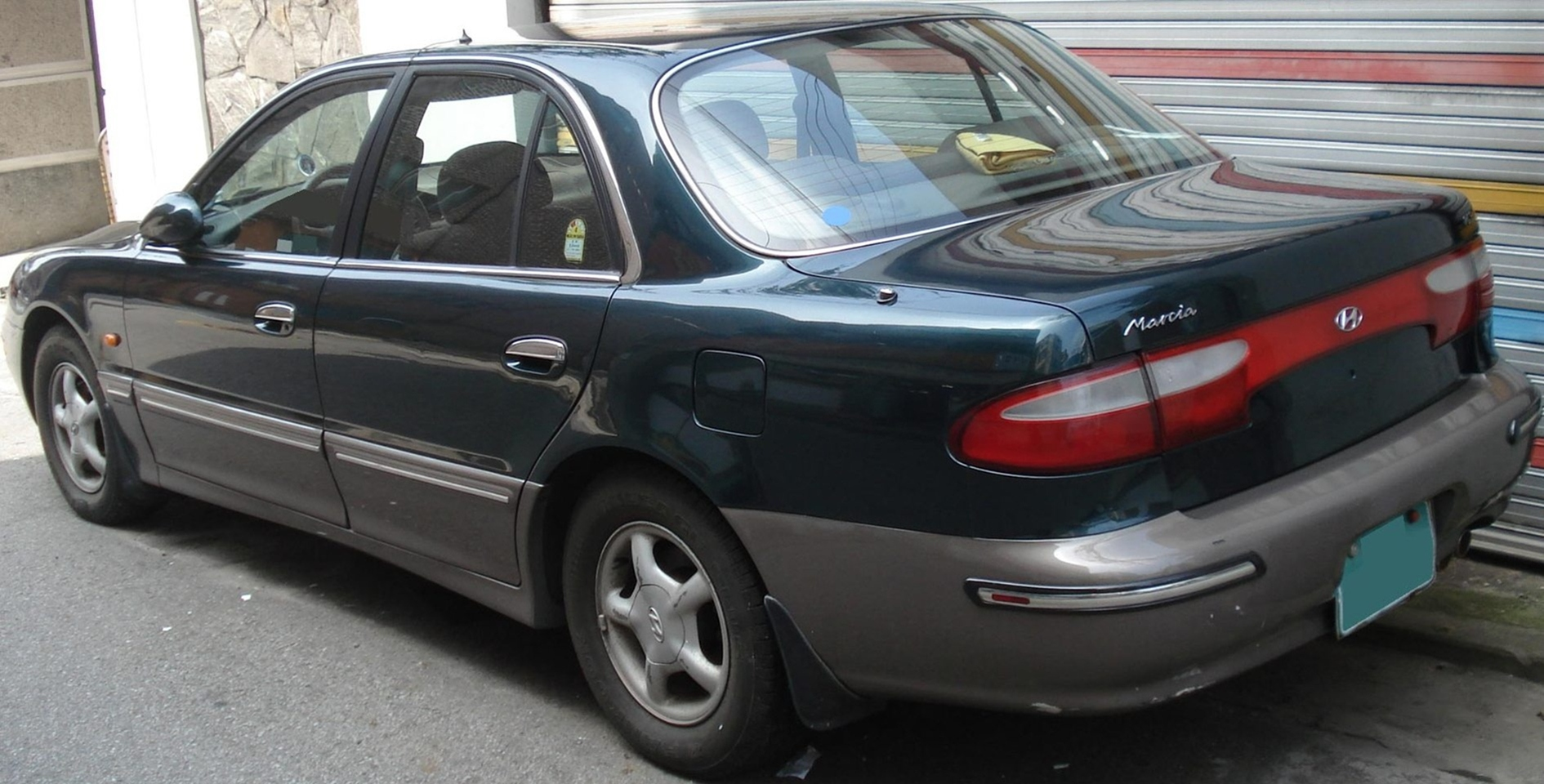
Hyundai Marcia

## Čtvrtá Generace (EF, 1998)

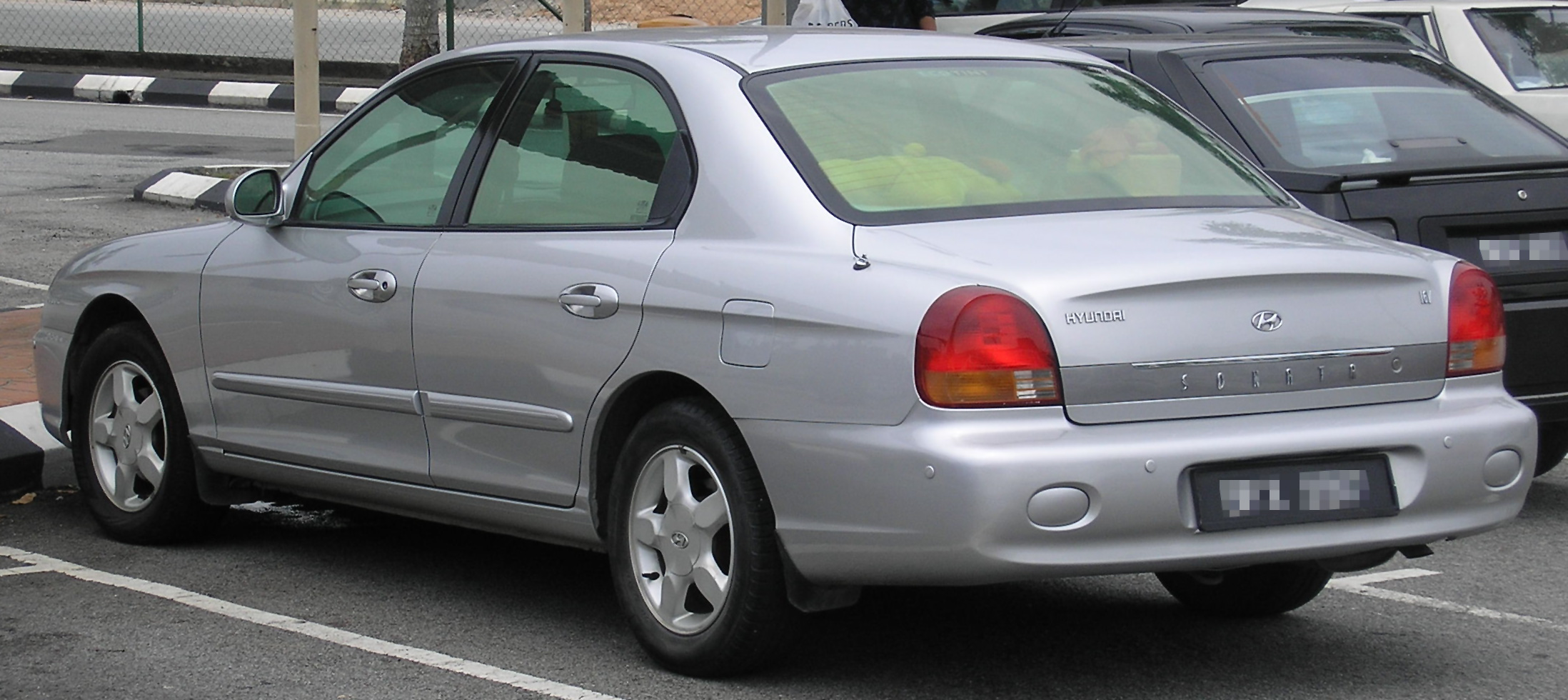
Hyundai Sonata (před faceliftem)

V roce 1998 přišla na trh čtvrtá generace Sonaty (EF), která představila platformu Hyundai-Kia Y4. Oproti předchůdci se model EF mírně zvětšil, ale měl stejný rozvor 2700 mm. Zavedl také rovnoběžníkovou přední nápravu a nezávislé víceprvkové zavěšení zadních kol. Počáteční motory při uvedení na trh byly řadový čtyřválec 2,0l s výkonem 136 koní (101 kW) a 2,5l V6 s výkonem 168 koní (125 kW).
Sonata EF sdílí svůj základ s modelem Hyundai Trajet a první generací modelu Hyundai Santa Fe, který se stal prvním SUV společnosti. První generace modelu Kia Optima (prodávaná v Evropě jako Magentis) rovněž vycházela z modelu EF Sonata a sdílela s ním dveře a střechu.

### Facelift (2001)
V roce 2001 prošla Sonata faceliftem a dostala kódové označení EF-B, přičemž byla upravena kapota, přední maska a světlomety, které se nyní podobaly světlometům druhé generace vozu Mercedes-Benz třídy C, zadní světla a umístění zadní registrační značky z masky na víko zavazadlového prostoru. Došlo také k úpravě přístrojové desky a sedadel.
Hyundai v rámci modernizace posílil výztuž karoserie, rozšířil rozchod zadních kol a přidal silnější přední brzdové kotouče.
Sonata EF-B byla vybavena celohliníkovým 2,7litrovým motorem Delta V6 řady G6BAY s výkonem 170 koní (130 kW) a točivým momentem 245 N⋅m či 2,4litrovým řadovým čtyřválcem Sirius II s výkonem 138 koní (103 kW) a točivým momentem 199 N⋅m.
Faceliftovaná Sonata se od prosince 2002 prodávala i v Číně. V srpnu 2009 se zde čtvrtá generace Sonaty dočkala další modernizace, a dále se prodávala pod názvem Moinca až do roku 2017. V Rusku se čtvrtá generace faceliftované Sonaty prodávala do roku 2012.

V Jižní Koreji byla čtvrtá generace Sonaty velmi populární a je stále běžně k vidění.

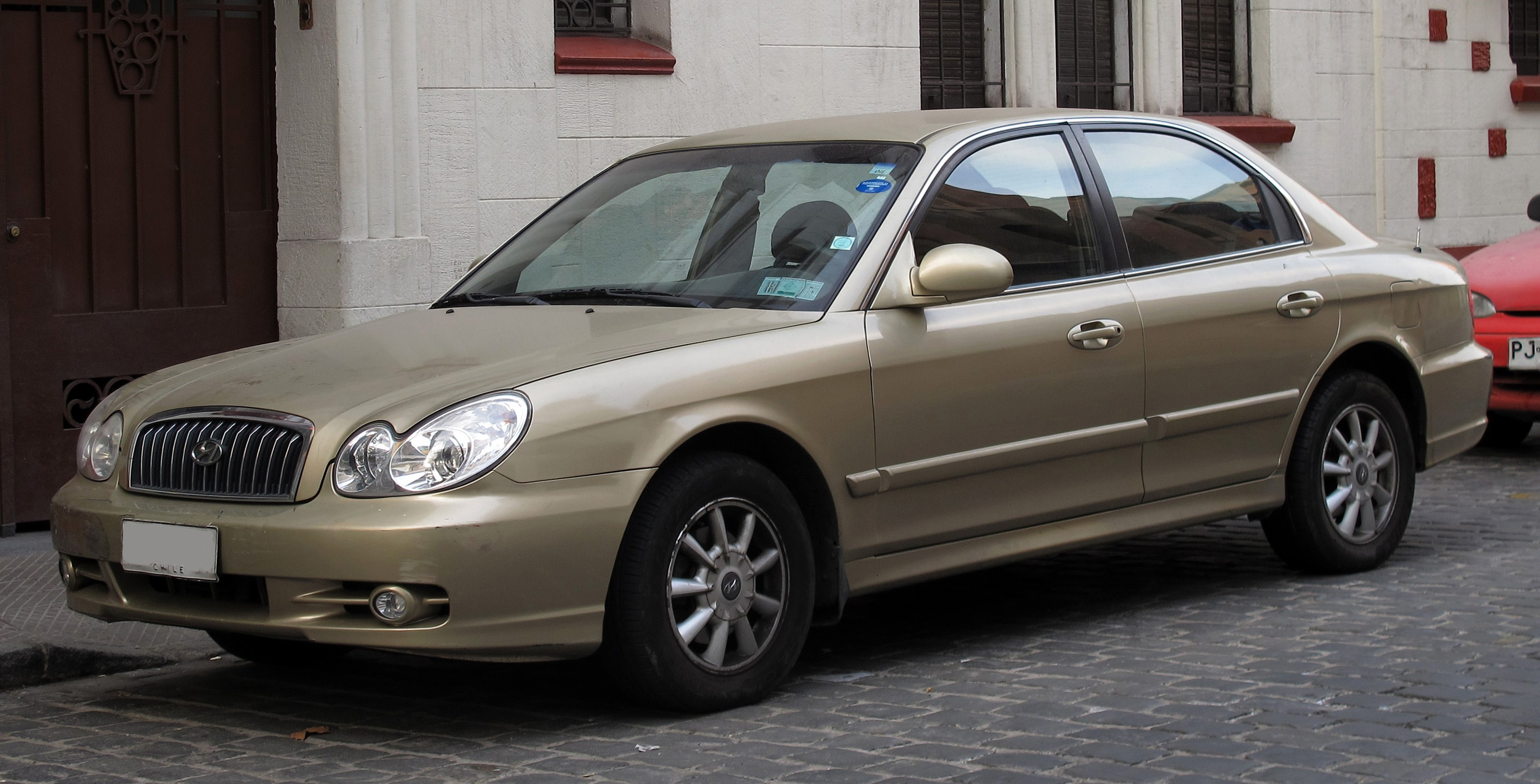
Hyundai Sonata (facelift, 2004)
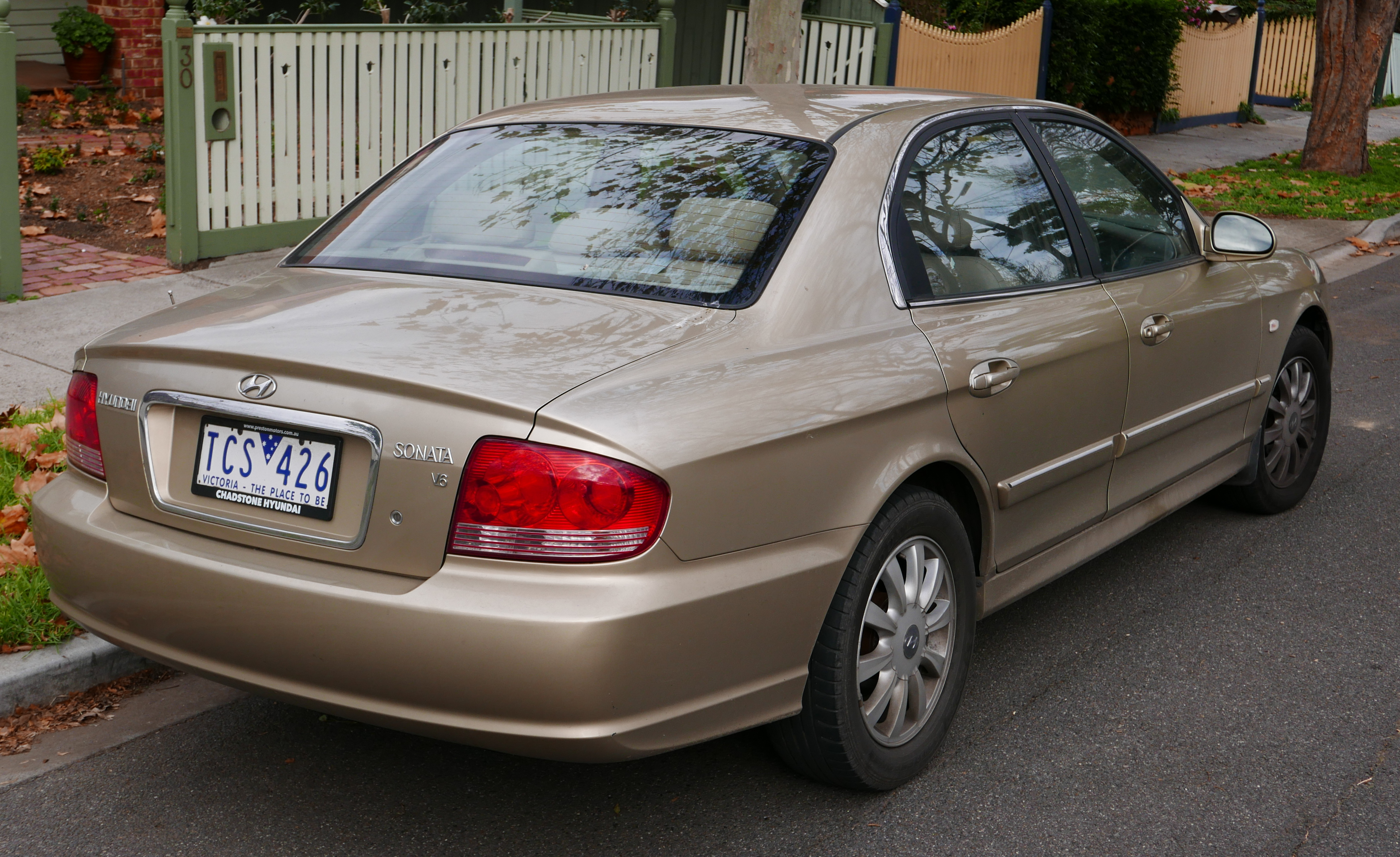
Hyundai Sonata (facelift, 2004)
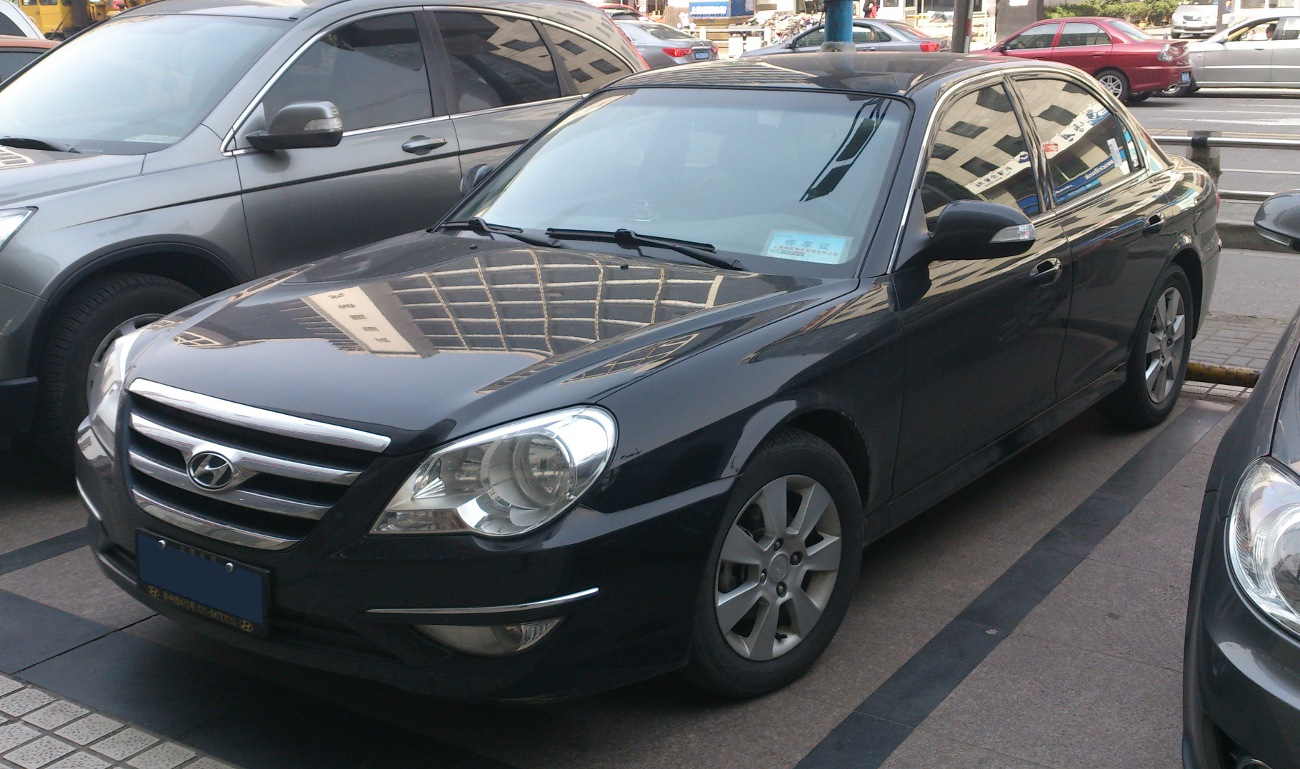
Hyundai Monca (Čína, 2013)

## Pátá Generace (NF, 2004)
Pátá generace modelu Sonata byla uvedena na trh v srpnu 2004 v Jižní Koreji na nové platformě vytvořené na základě projektu NF. V nové Sonatě debutoval první čistě Hyundai celohliníkový řadový čtyřválec, nazvaný Theta. Při uvedení na trh byly na výběr motory 2,4litrový řadový čtyřválec o výkonu 164 koní (122 kW) při 5800 ot/min a 3,3litrový šestiválec o výkonu 237 koní (177 kW). Benzínová verze s objemem 2,0l se prodávala pouze v Koreji a ukázala se tam jako oblíbená díky větší úspoře benzínu, daní a pojištění. Dieselové verze byly k dispozici v Evropě, na Novém Zélandu a v Singapuru, kde byly oblíbenou náhradou za taxíky Toyota Comfort.

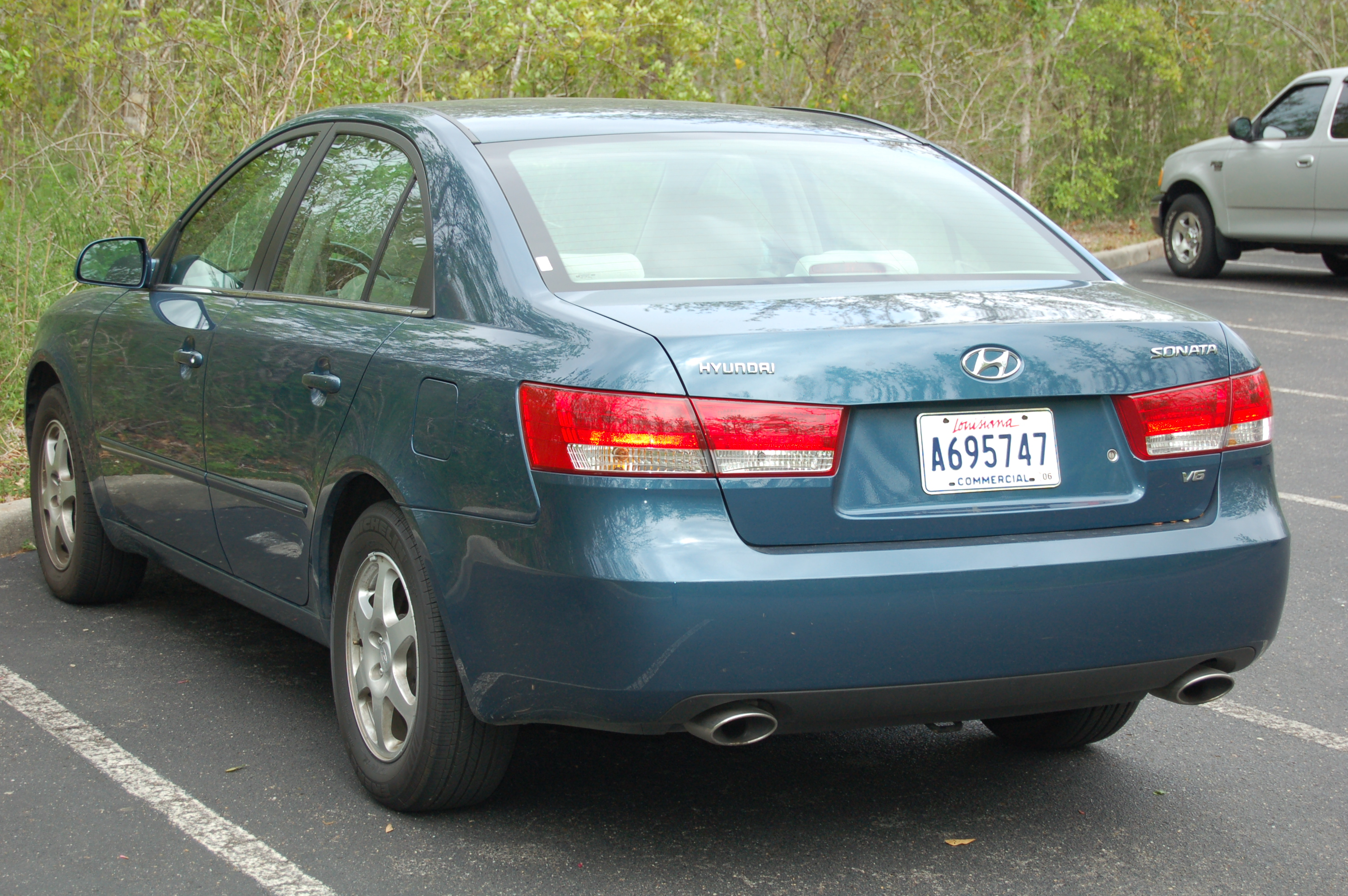
Hyundai Sonata (před faceliftem)

Uvedení nové Sonaty na trh v USA v květnu 2005 se shodovalo se zahájením výroby v prvním americkém montážním závodě společnosti v Montgomery ve státě Alabama.
Pátá generace byla o 51 mm delší a vyšší a o 25 mm širší než předchozí generace. Standardní výbava amerických modelů zahrnovala ABS, elektronický stabilizační program, kontrolu trakce a šest airbagů (přední a boční pro řidiče/spolujezdce a boční záclonové). V nárazové zkoušce Euro NCAP v roce 2006 vůz získal čtyři hvězdy z pěti, zatímco v americké nárazové zkoušce NHTSA získal plný počet pěti hvězd.

### Facelift (2008)
Modernizovaná Sonata byla představena na autosalonu v Chicagu v roce 2008 jako vůz modelového roku 2009. Vůz se už v roce 2008 začal prodávat v Jižní Koreji jako Hyundai Sonata Transform, jinde měl model premiéru jako "předčasný" model pro rok 2009. Styling byl proveden v roce 2006 v americkém centru Hyundai-Kia v Michiganu.
Facelift se vyznačoval přepracovanými motory, novou přední maskou a chromovanou třípaprskovou mřížkou chladiče, zadními světly (směrovky se staly červenými, ale pouze v Severní Americe), novými a efektivnějšími světlomety vepředu, novým designem desetipaprskových kol z lehkých slitin pro výbavu Limited a rozsáhle přepracovanou přístrojovou deskou s kvalitnějšími materiály a texturou. Přepracované přístroje dostaly modré podsvícení a navigační systém s dotykovou obrazovkou, volitelnou pouze u úrovně výbavy Limited, obsahující satelitní rádio. Vůz byl za příplatek vybaven systémem Bluetooth a všechny modely byly vybaveny portem USB a jackem. Volitelný USB adaptér umožňoval propojení iPodu a u výbavy Limited byly standardem chromované vnitřní kliky dveří.

Motory zůstaly po faceliftu stejné a v Austrálii nahradila šestiválcovou verzi verze vznětová. Výbavy GLS, SE a Limited byly na přání nově vybaveny manuálně řazenou pětistupňovou automatickou převodovkou pojmenovanou "Shiftronic".

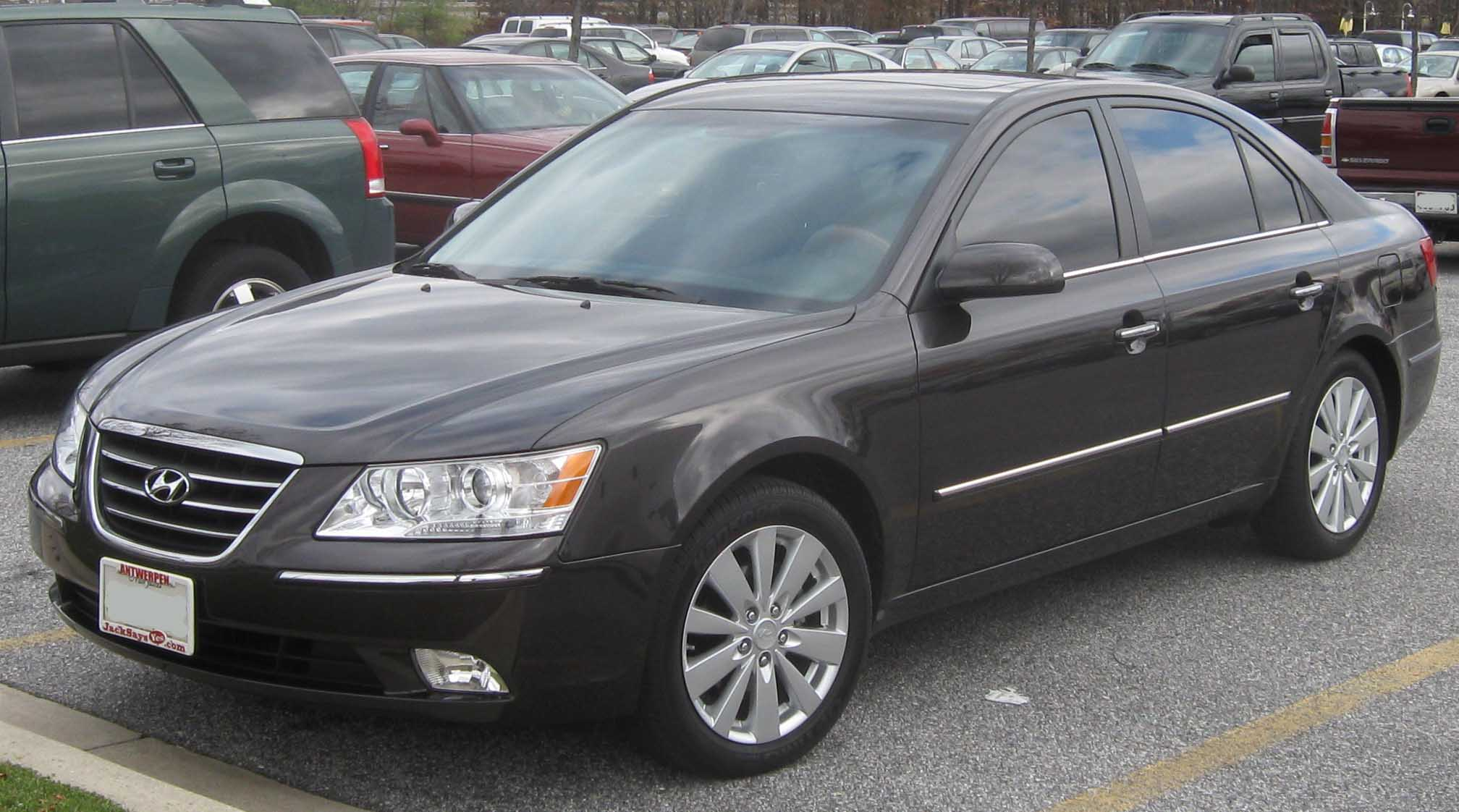
Hyundai Sonata (facelift, výbava Limited, 2009)
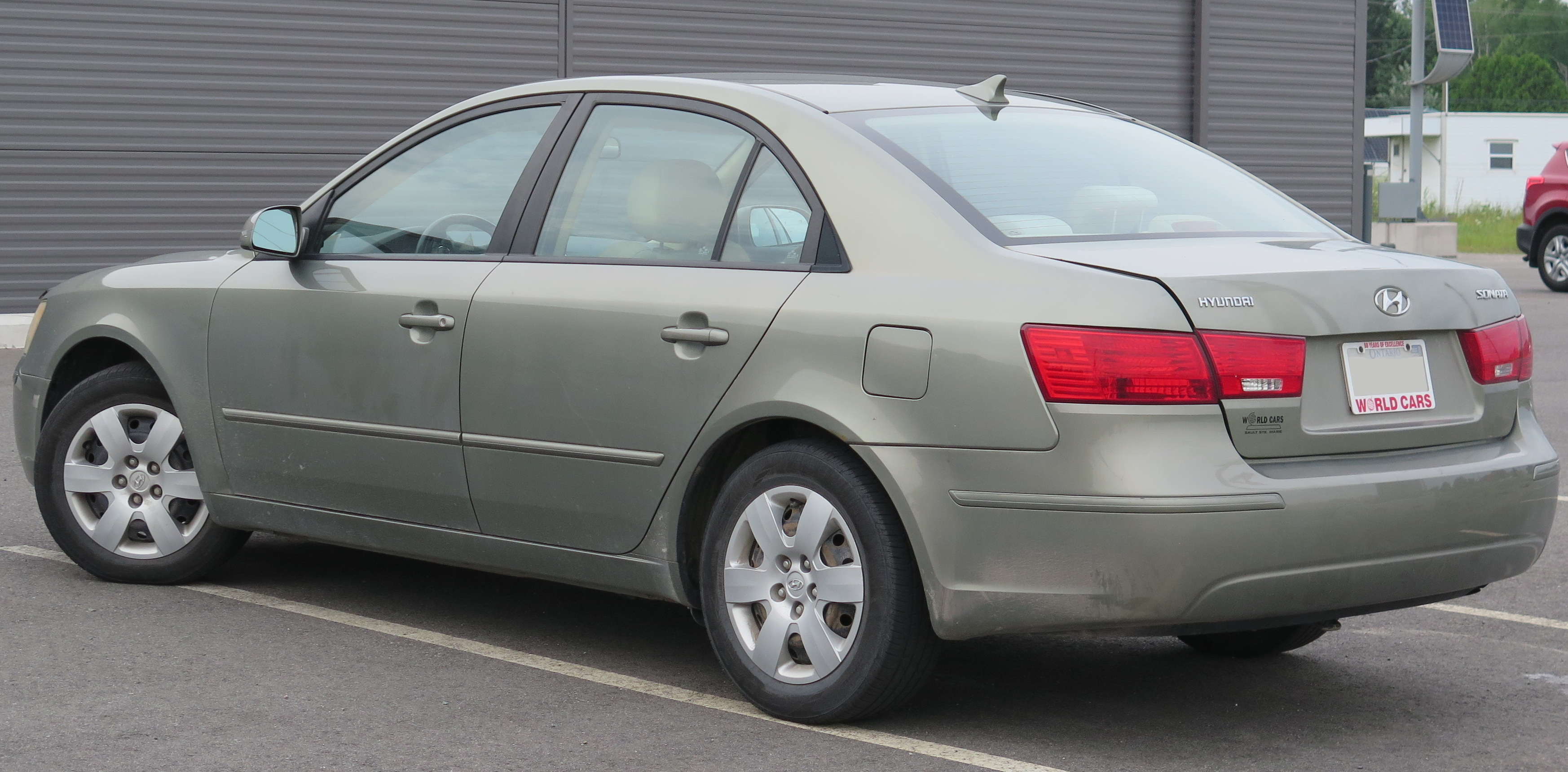
Hyundai Sonata (facelift, výbava GLS, 2009)

## Šestá Generace (YF, 2009)
Hyundai zahájil vývoj šesté generace již v roce 2005, přičemž náklady na vývoj dosáhly přes 370 milionů amerických dolarů. Na australském, novozélandském, singapurském a kolumbijském trhu se Sonata prodávala pod názvem Hyundai i45 podle alfanumerického názvosloví řady i, které Hyundai na těchto trzích (podobně jako tou dobou v České republice) zavedl. Ve východní Evropě byl vůz nadále pojmenován Sonata, stejně jako v Severní Americe a v Jižní Koreji. Šestá generace Sonaty se v západní a střední Evropě, včetně ČR, neprodávala, jelikož zde byla nahrazena pro evropský styl ušitým Hyundaiem i40.

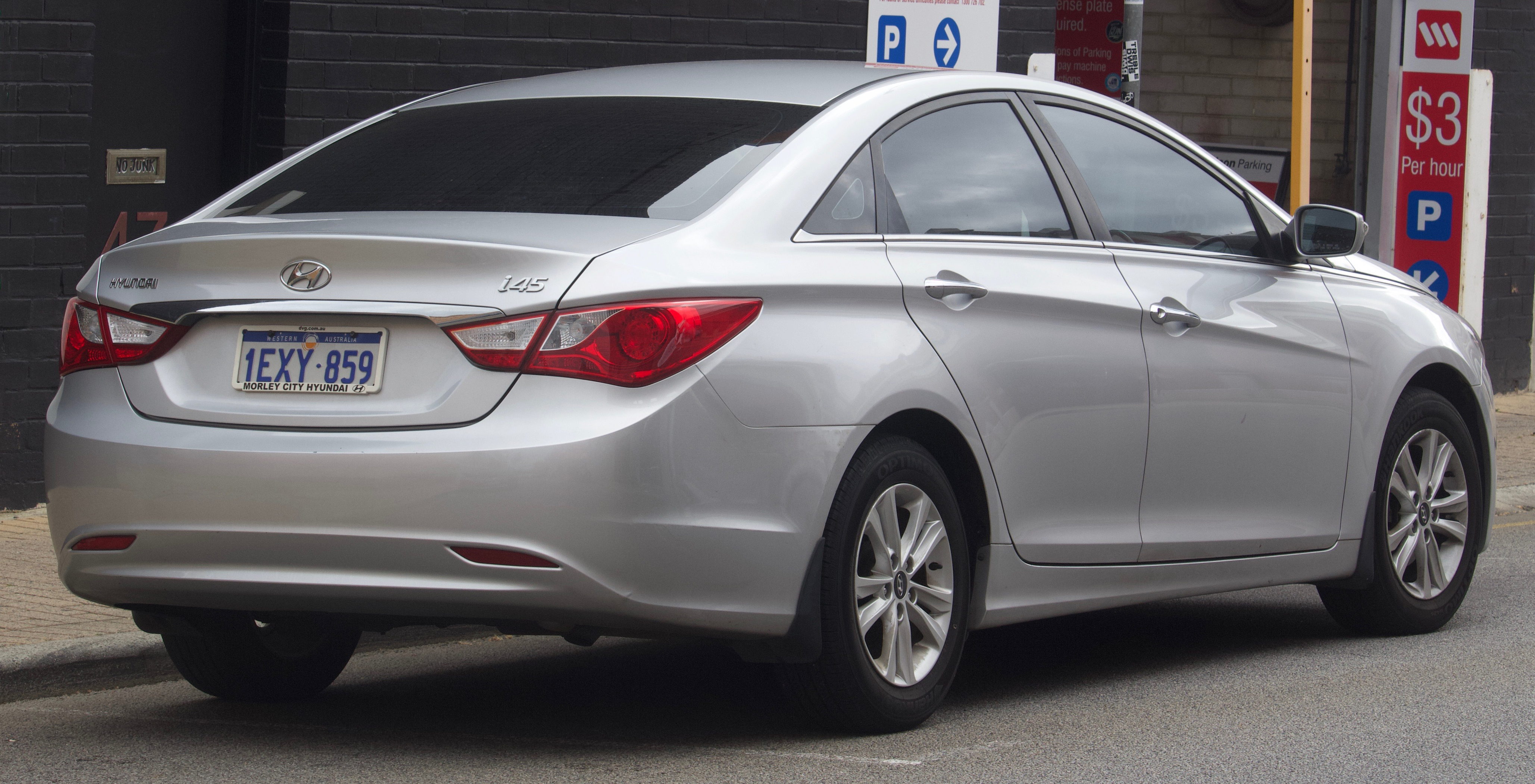
Hyundai Sonata (zde pod názvem i45, před faceliftem)

Prodej šesté generace modelu Sonata v Jižní Koreji byl zahájen 2. září 2009, ještě před samotným uvedením sériového vozu na trh. Americká verze šesté generace Sonaty byla představena na autosalonu v Los Angeles v roce 2009, prodej byl zahájen v roce 2010 pro modelový rok 2011. Sonata byla po (americkém) modelu Tucson druhým vozem, který nesl tehdy kompletně nový radikální designový jazyk Hyundai "Fluidic Sculpture".
V lednu 2013 se vůz Sonata/i45 přestal v Austrálii prodávat kvůli nízkému odbytu a omezeným dodávkám. Mezeru po modelu i45 zaplnila evropská modelová řada i40. Výroba modelu i45 byla ukončena také v Kolumbii, kde byl taktéž nahrazen menším sedanem i40. Jedinými dvěma trhy, kde se v té době ještě prodával vůz pod označením i45, tak zůstaly Singapur a Nový Zéland.

### Facelift (2012)
V roce 2012 se Sonata vyráběná v Koreji dočkala mírného faceliftu. Změny exteriéru zahrnovaly novou mřížku chladiče, štíhlejší LED směrovky v zrcátkách, nové přední mlhové světlomety s LED světly pro denní svícení, nový design kol z lehkých slitin a také přepracovaná zadní LED světla. Změny v interiéru zahrnovaly nový barevný dotykový displej audiosystémů (u některých výbav) a přepracovanou dvouzónovou automatickou klimatizaci, která nyní obsahovala malý LCD displej. U některých výbav byly k dispozici přední parkovací senzory a elektronická parkovací brzda. Faceliftovaný model byl poprvé uveden na trh v Koreji v roce 2012, na mezinárodních trzích se objevil začátkem roku 2013. Sonaty vyráběné a prodávané v Severní Americe se dočkaly faceliftu na konci roku 2013 pro modelový rok 2014.

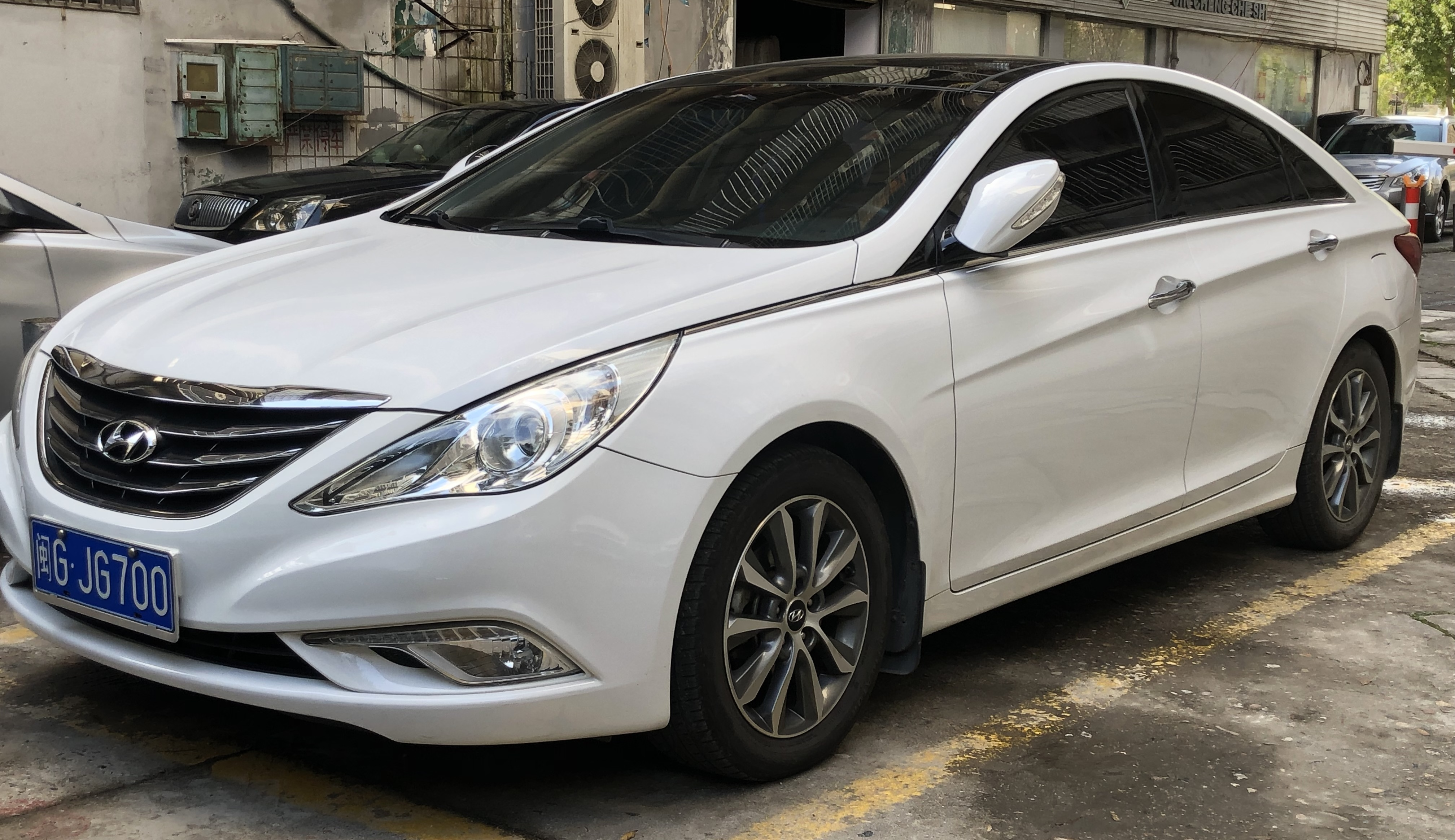
Hyundai Sonata (facelift)
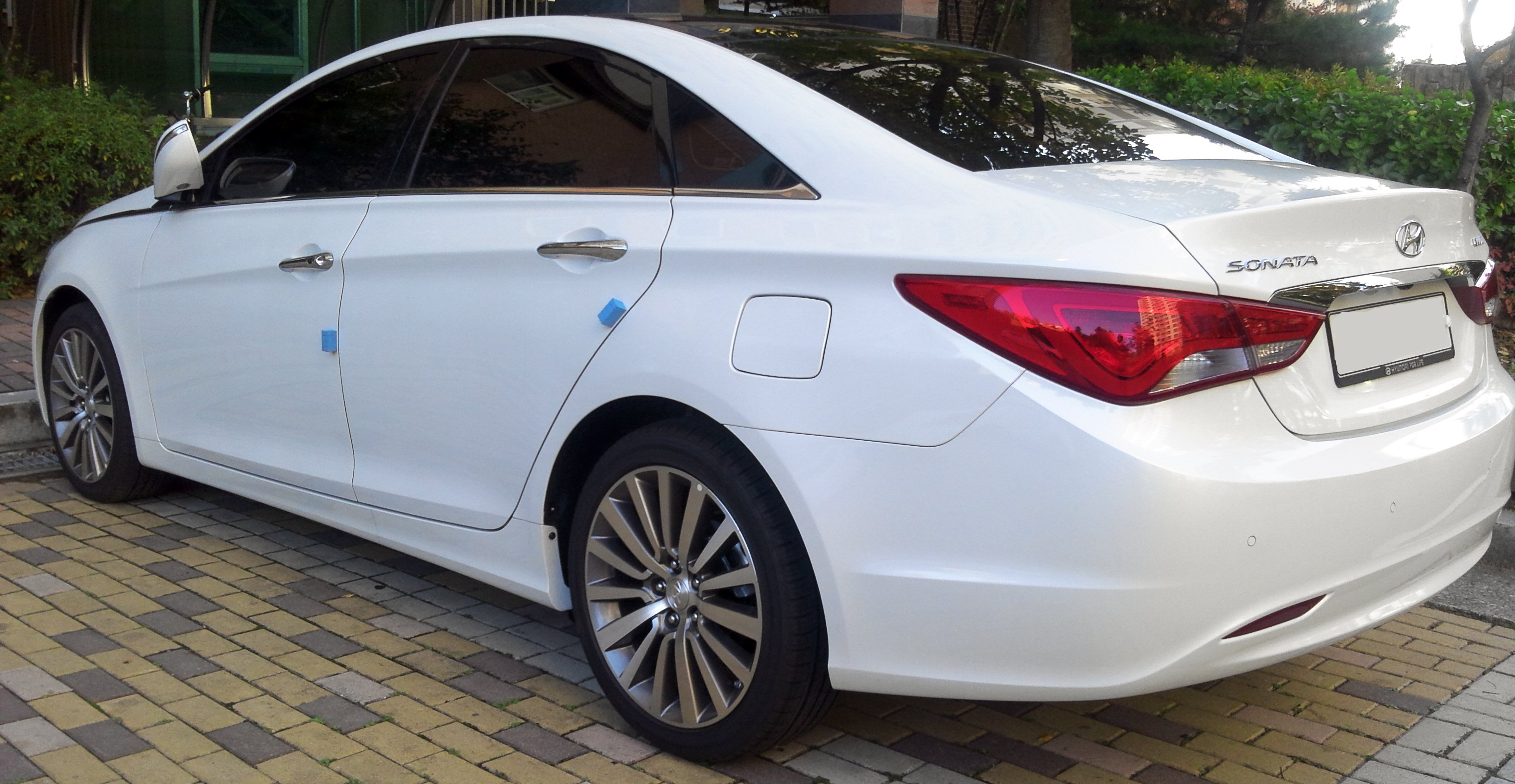
Hyundai Sonata (facelift)

### Sonata Turbo
Jako náhradu za motor V6 pro model Hyundai Sonata na některých trzích připravil Hyundai motor o objemu 2,0l s turbodmychadlem, přímým vstřikováním a mezichladičem. Motor Theta-II dosahuje výkonu 274 koní (204 kW), čímž překonává parametry 3,3litrového motoru Lambda V6 nabízeného v předchozí generaci a zároveň dosahuje lepší spotřeby. Nový model nesl označení 2.0T a byl k dispozici ve výbavách SE a Limited. Všechny modely s turbodmychadlem byly standardně vybaveny dvouzónovou klimatizaci, pádly řazení na volantu, dvojitým výfukem s chromovanými koncovkami a 18palcovými koly. Modely Limited 2.0T měly ještě navíc vyhřívaný kožený interiér, střešní okno a další prvky výbavy.

## Sedmá Generace (LF, 2014)

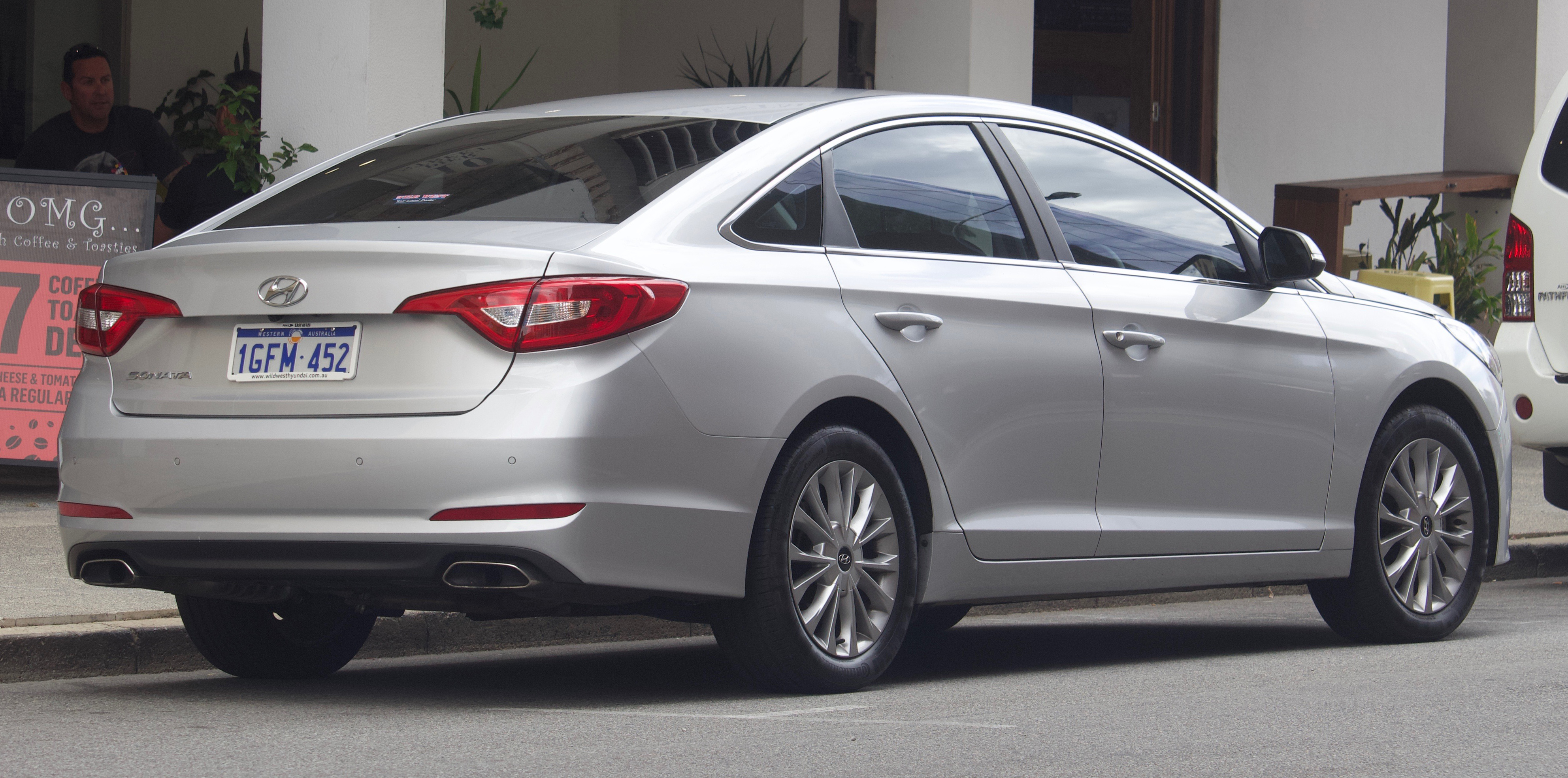
Hyundai Sonata (před faceliftem)

Sedmá generace modelu Sonata, původně interně označovaná jako LFA, byla představena 24. března 2014 v Jižní Koreji. Severoamerickou premiéru si odbyla na mezinárodním autosalonu v New Yorku v roce 2014. Zatímco předchozí šestá generace zahrnovala výrazné designové změny a úspěšně se prodávala v USA, prodeje v Koreji nesplnily očekávání. Proto byl zvolen konzervativnější přístup, který měl korejský trh uspokojit, a výsledkem byl vůz navržen v designovém stylu "Fluidic Sculpture 2.0". Vůz zdědil mnoho stylistických prvků po konceptu Hyundai HCD-14, který byl představen na mezinárodním autosalonu v New Yorku v roce 2013. Vůz také přebírá styling interiéru a exteriéru vycházející z modelu Hyundai Aslan taktéž představeného v roce 2014.
V Austrálii a na Novém Zélandu se Hyundai vrátil k používání označení Sonata a nahradil jím označení i45, které se na tomto trhu používalo u Sonaty šesté generace. Některé vozy musely být v Jižní Koreji staženy z provozu kvůli výrobním závadám, které ovlivňovaly bezpečnost.

### Facelift (2017)
Faceliftovaná Sonata sedmé generace byla představena 8. března 2017. Exteriér se dočkal radikálního přepracování, které se více přiblížilo předchozí šesté generaci, včetně nových předních a zadních světel, kaskádovité mřížky chladiče a volitelného vertikálního LED osvětlení. Přední část modelu po faceliftu sdílí některé rysy šesté generace Hyundaie Grandeur. Přístrojová deska byla přepracována, s novými výdechy vzduchu na straně řidiče a větším dotykovým displejem, který je kompatibilní s Apple CarPlay a Android Auto. Interiér dostal také nový volant, řadicí páku a přístrojový štít. Mezi další standardní prvky výbavy přidané v rámci faceliftu patří standardní bezdrátová nabíječka telefonu a port USB pro cestující na zadních sedadlech. Modernizován byl také telematický systém Hyundai Blue Link, který je kompatibilní se zařízeními Amazon Echo a Google Home.

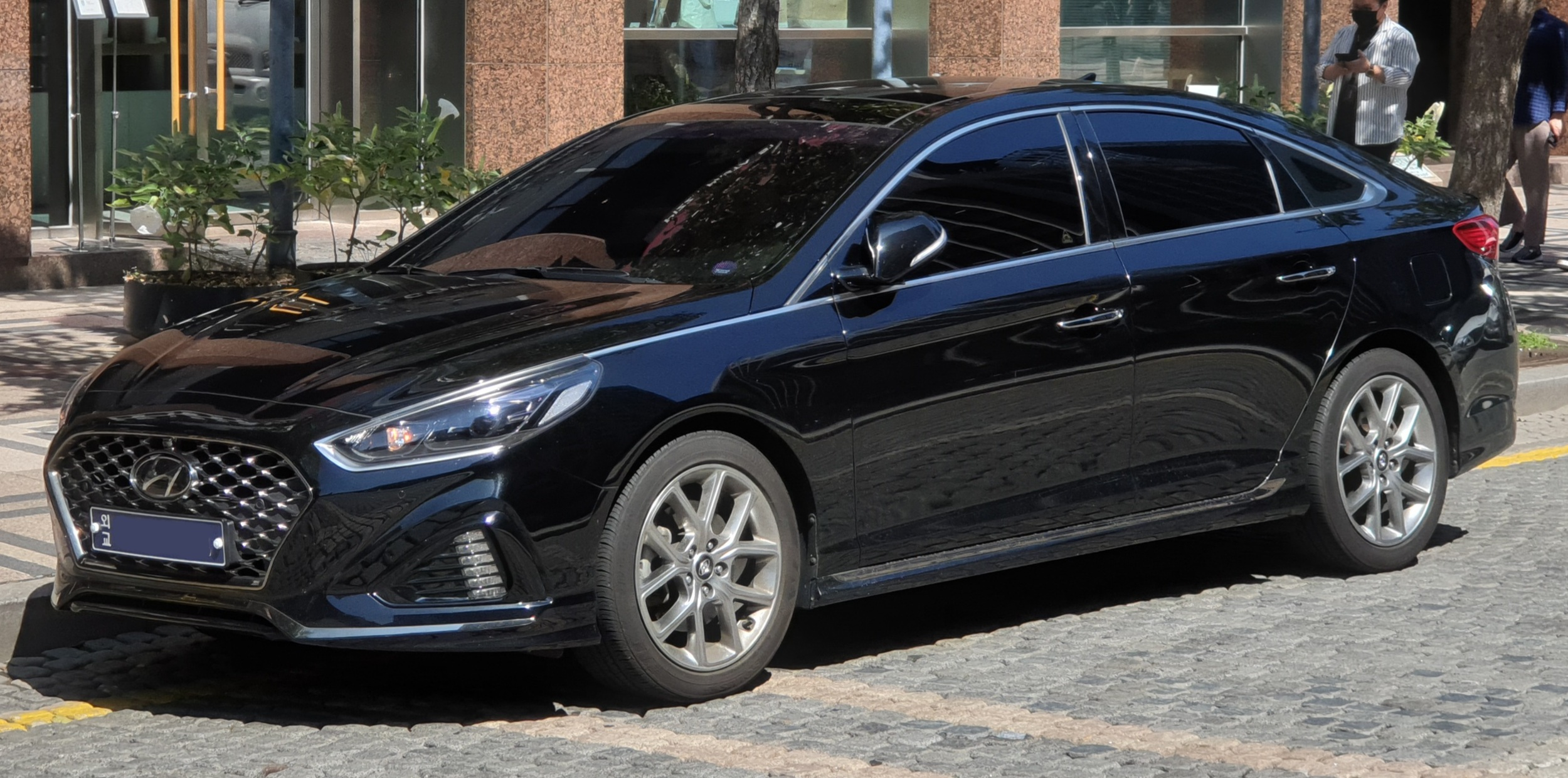
Hyundai Sonata (facelift)
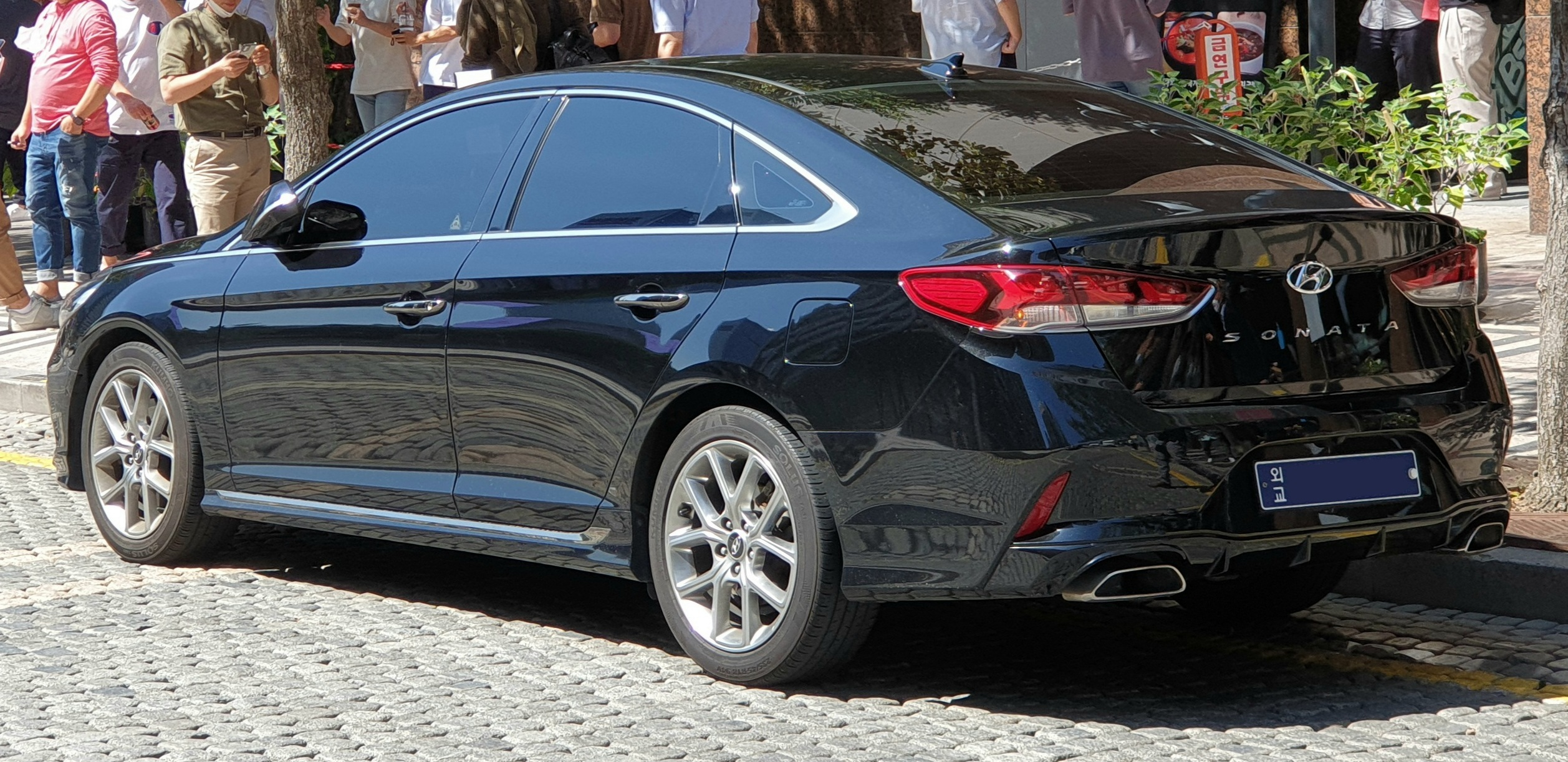
Hyundai Sonata (facelift)

## Osmá Generace (DN8, 2019)
Osmá generace modelu Sonata byla představena na začátku března 2019 a oficiálně byla uvedena na trh 21. března v Jižní Koreji. Premiéru si odbyla také během autosalonu v Šanghaji 2019 pro čínský trh a severoamerickou premiéru si odbyla 17. dubna 2019 na mezinárodním autosalonu v New Yorku pro severoamerický trh. Přestože se na severoamerickém trhu prodává jako vůz střední třídy, velikost kabiny jej řadí do kategorie vyšší střední třídy.

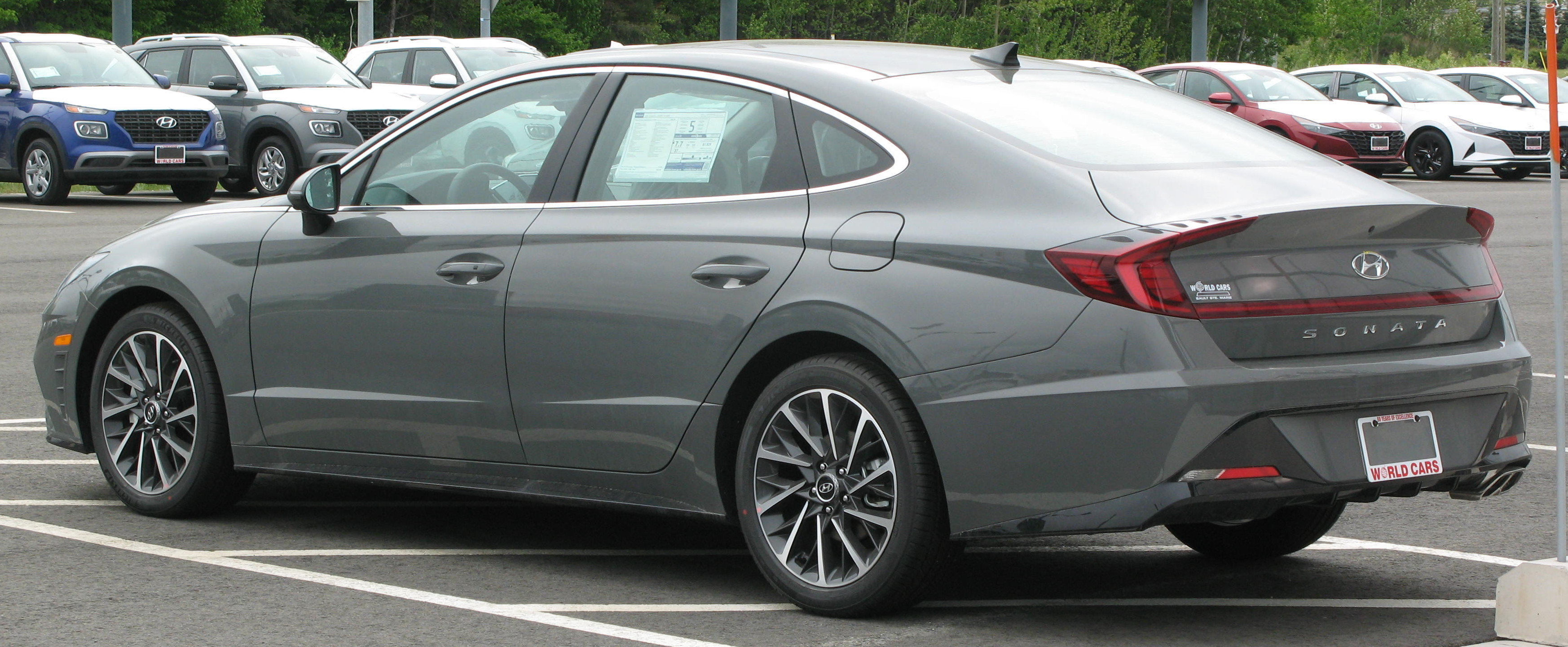
Hyundai Sonata (před faceliftem)

Oproti předchozí generaci stojí Sonata osmé generace o 30 mm níže u země a její šířka se zvětšila o 25 mm. Její rozvor se prodloužil o 35 mm a celková délka o 45 mm.
Osmá generace modelu Sonata byla navržena ve stylu nejnovějšího designového jazyka Hyundai "Sensuous Sportiness", který poprvé předznamenal koncept Le Fil Rouge. Styl je ve srovnání s předchozí generací méně konzervativní a výraznější. Vůz má tvary připomínající fastback a na přídí má světlomety, které se táhnou až ke kapotě, a zadní světla ve tvaru písmene C v celé šířce vozu. Výrazně přepracován byl také interiér, který je vybaven volitelným digitálním sdruženým přístrojem a středovou obrazovkou.
Bezpečnostní systém, který se skládá ze tří radarových systémů, pěti kamer a třinácti ultrazvukových senzorů, umožňuje využívat asistenční funkce pro řidiče, jako je standardní adaptivní tempomat, brzdění při čelním nárazu a asistent pro jízdu v jízdním pruhu.

### N Line

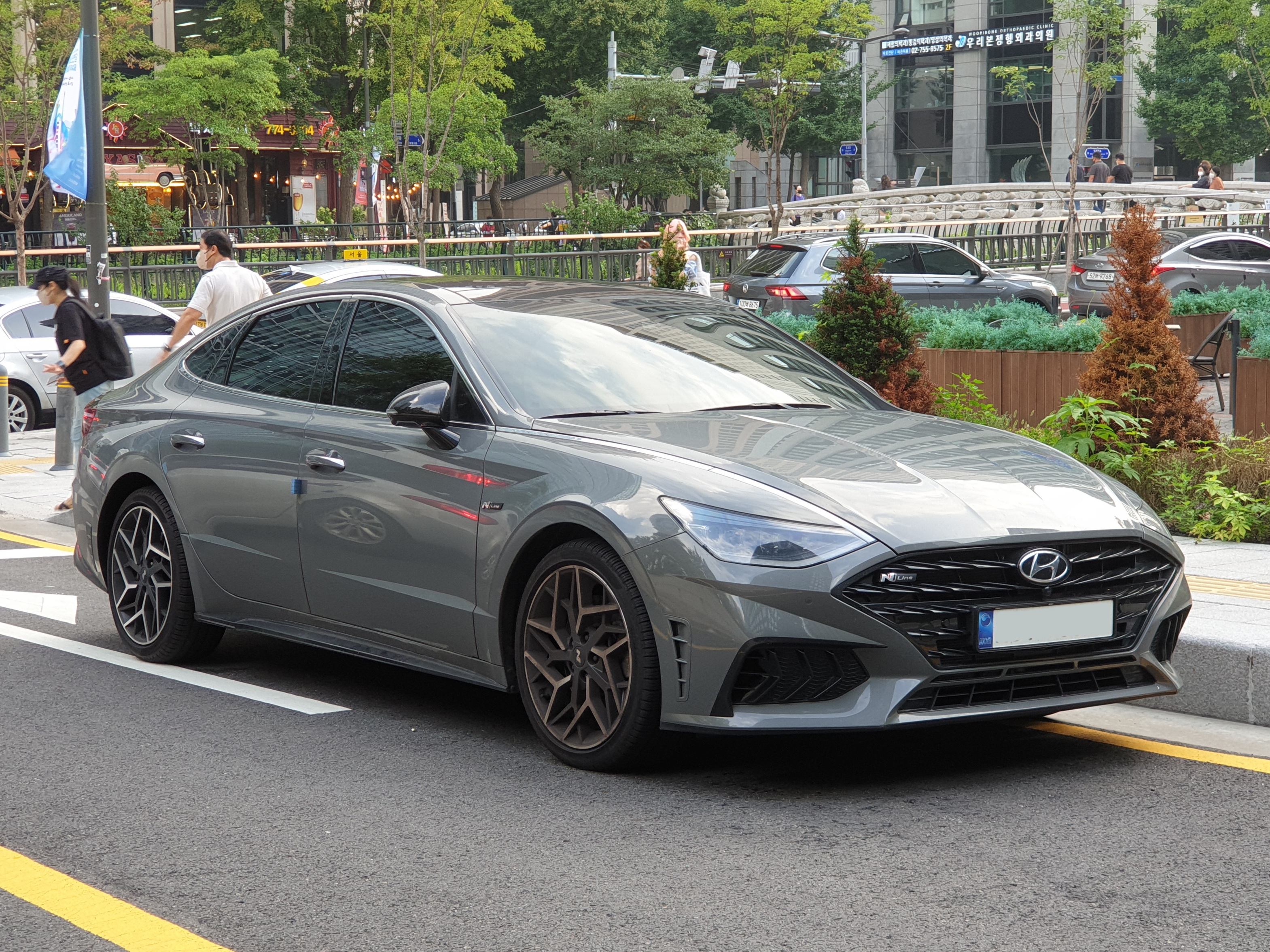
Hyundai Sonata N-Line

22. září 2020 Hyundai představil model Sonata N Line. Model N Line je poháněn přeplňovaným zážehovým čtyřválcem Smartstream o objemu 2,5 litru s výkonem 290 koní (216 kW), který je spojen s osmistupňovou mokrou dvouspojkovou převodovkou.
Kromě upraveného motoru a převodovky se Sonata N Line vyznačuje také agresivnějším stylem exteriéru a interiéru oproti klasickým Sonatám. Má větší speciální kola z hliníkové slitiny, lepší pneumatiky, ztmavené vnější prvky, speciální černě lakovanou mřížku chladiče, dvojitou koncovku výfuku, označení "N Line" na zadním víku zavazadlového prostoru a na kůží potaženém volantu, červené prošívání interiéru, speciální obložení interiéru a kombinované povrchy sedadel čalouněné kůží a alcantarou.

### Facelift (2023)
Faceliftovaná Sonata byla představena 30. března 2023 na autosalonu v Soulu.

Facelift se inspiroval druhou generací modelu Hyundai Kona a vpředu zavedl světelnou lištu LED po celé šířce vozu. Hlavní přední světlomety jsou nyní ukryty nad nasávacími otvory vzduchu a spojuje je širší maska chladiče a ostřejší, dramatičtější linie.

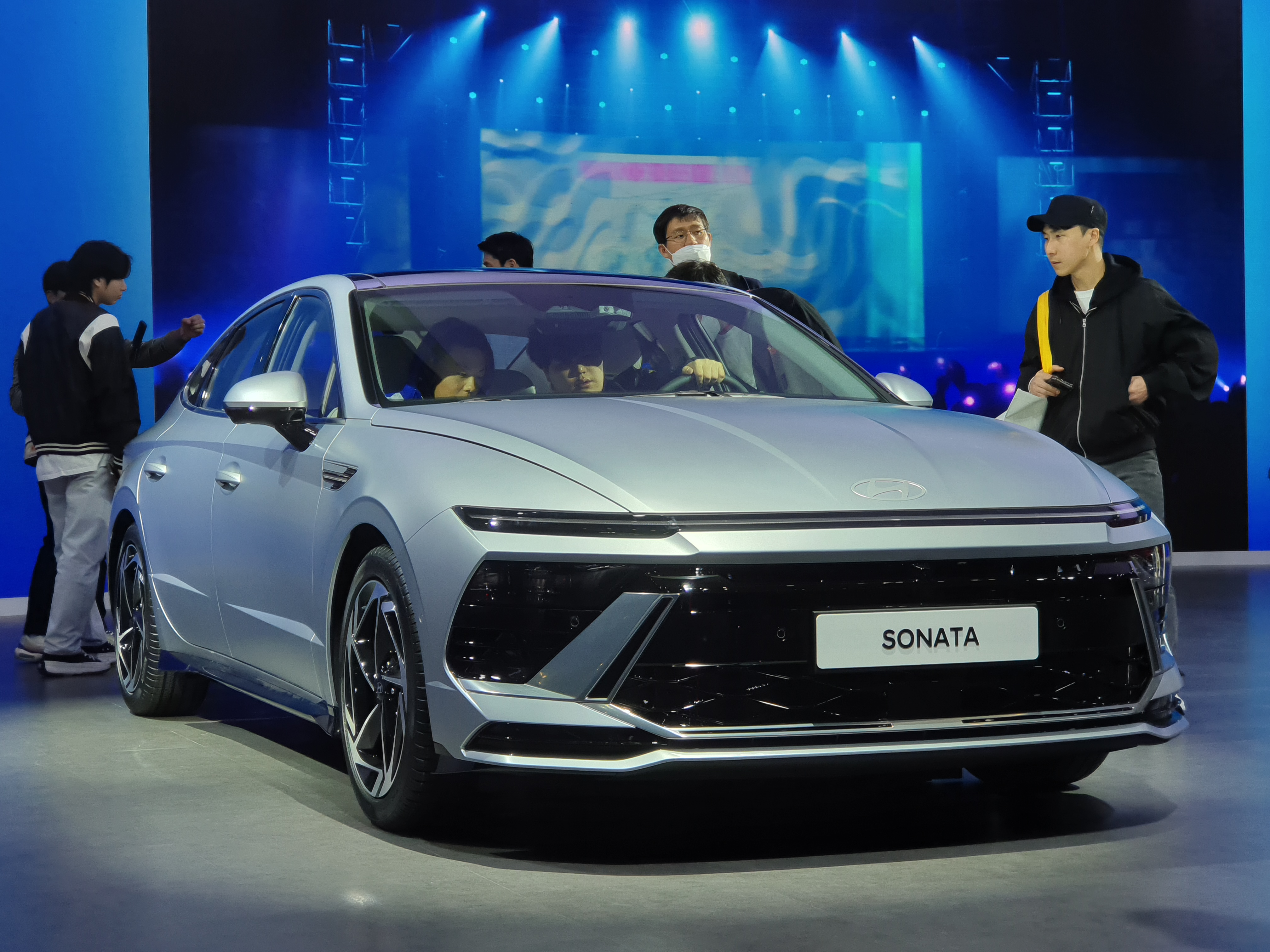
Hyundai Sonata (facelift)
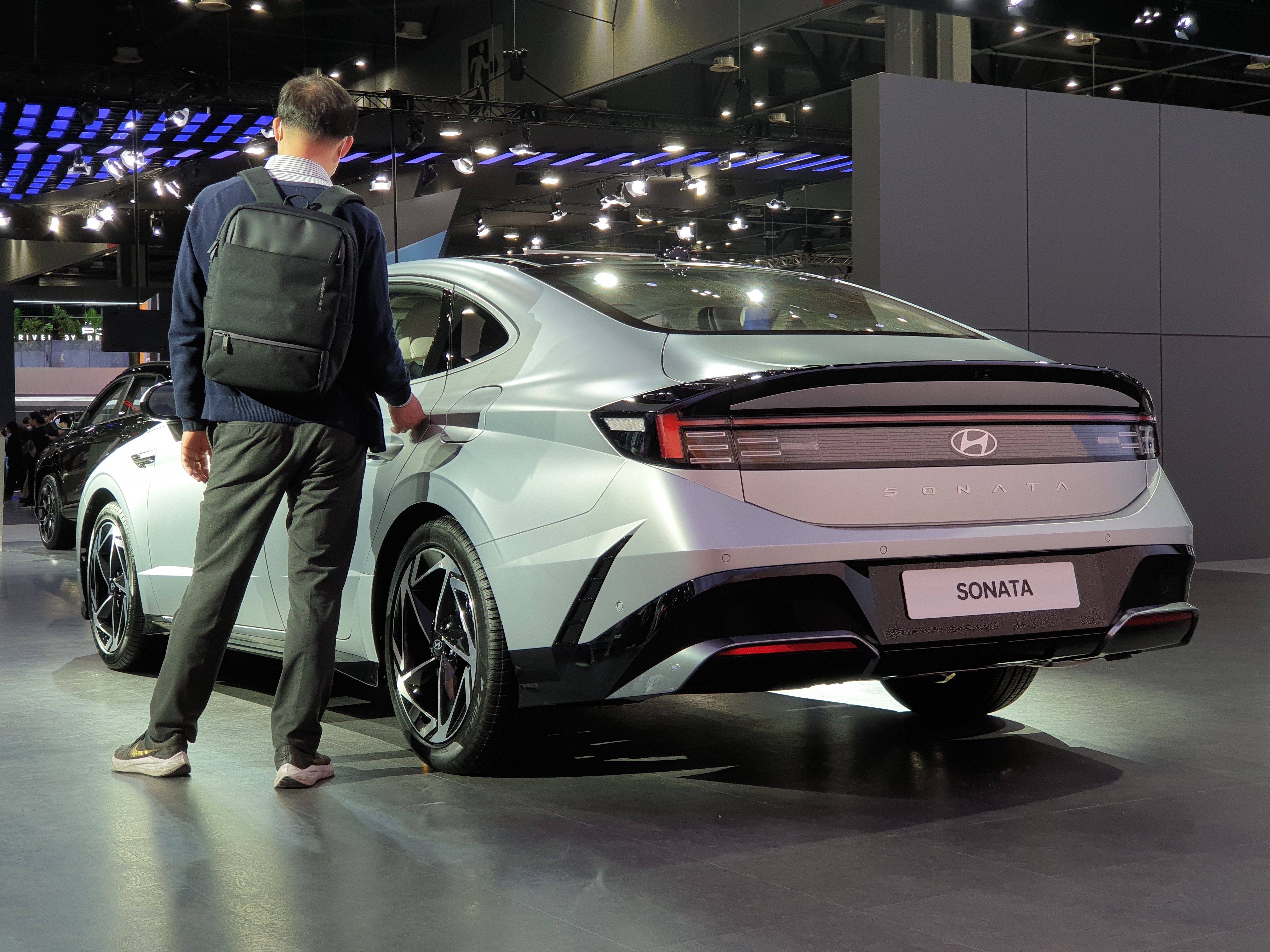
Hyundai Sonata (facelift)
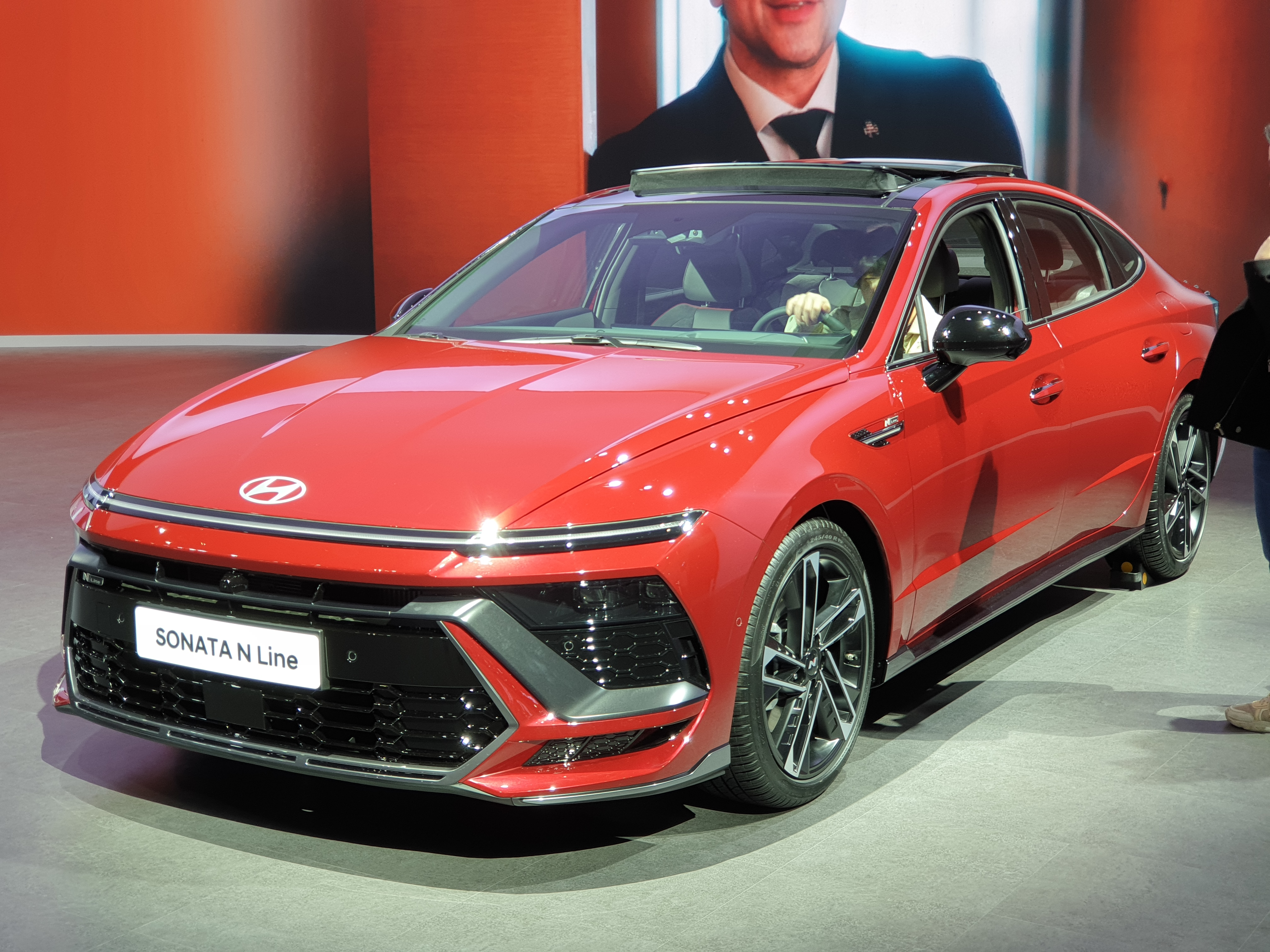
Hyundai Sonata N-Line (facelift)